# Ван Дейк, Антонис
Сэр Антонис (Антун) Ван Дейк (нидерл. Anthony van Dyck; Antoon, Anthonis Vandyck, Antonio, Anthonie, Anton van Dyck; 22 марта 1599, Антверпен — 9 декабря 1641, Лондон) — фламандский живописец, рисовальщик и гравёр в технике офорта, мастер придворного портрета. Создатель жанровых разновидностей камерного (интимного) и парадного, репрезентативного портрета. После длительного пребывания в Италии Антонис Ван Дейк стал первым придворным живописцем английского короля Карла I (отсюда традиция писать его нидерландское имя по-английски: оба слова с прописной буквы). Он оказал значительное и длительное влияние на последующих английских художников-портретистов, таких как Питер Лели. Помимо портретов, которые современники ценили необычайно высоко, Ван Дейк также писал картины на библейские и мифологические сюжеты. Он был учеником и другом художника Питера Пауля Рубенса, от которого перенял технику и отчасти стиль.

## Биография

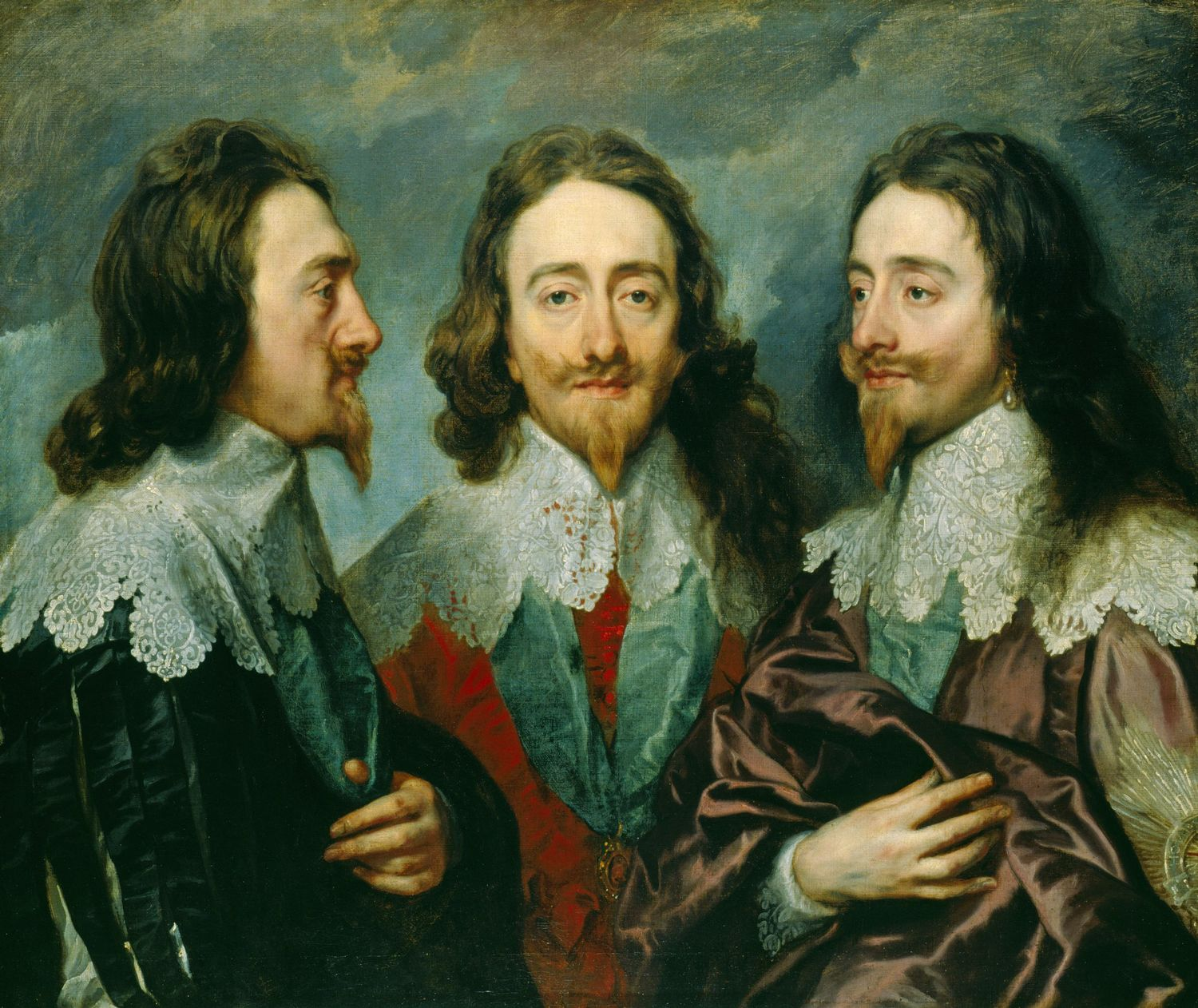
Антонис ван Дейк. Король Карл I в трёх ракурсах, или «Тройной портрет» (Triple Portrait). 1635. Холст, масло. Королевская коллекция

Антонис ван Дейк родился 22 марта 1599 года в Антверпене (Брабант), в семье богатого торговца тканями. Его дед Антон (Antoon, 1529—1581), был художником, но открыл контору по торговле шёлком; после его смерти его жена Корнелия Прюйстинк продолжила дело мужа при поддержке сыновей Франческо и Фердинандо. Торговля оказалась прибыльной, у семьи были клиенты даже в Париже и Лондоне, а также в большинстве фламандских городов. Отец Антуна, Франсуа ван Дейк, в 1590 году женился во второй раз на Марии Кайперс. От брака с ней у него было двенадцать детей, из которых Антун Младший был седьмым. Он был крещён 23 марта 1599 года (под именем Антонио).
По мере роста благосостояния семьи ван Дейки решили купить новый, просторный и роскошно обставленный дом «De Stadt van Ghendt», в котором даже была ванная комната. Антун оказался талантлив, и в 1609 году его отправили в мастерскую одного из лучших живописцев города Хендрика ван Балена, писавшего картины на мифологические сюжеты, декана гильдии Святого Луки, для изучения основ живописи и приобретения опыта.
С 1615 года у Ван Дейка уже была собственная мастерская в Антверпене совместно с Яном Брейгелем Младшим, где он создал серию картин «Головы апостолов». К его ранним работам относится «„Портрет семидесятилетнего мужчины“» (1613) и «Автопортрет» (ок. 1615, Вена, Музей истории искусств).
Начиная с 1617 года Ван Дейк длительное время сотрудничал с Питером Паулем Рубенсом, учеником которого он стал, оставив свою независимую мастерскую. Последовали месяцы совместной работы; Рубенс отзывался о Ван Дейке как о своём лучшем ученике. Даже после 11 февраля 1618 года, когда Ван Дейк был принят мастером в Гильдию Святого Луки, он продолжал работать с Рубенсом. В мастерской Рубенса в Антверпене, ставшего к тому времени признанным художником во всей Европе, Ван Дейк сделал своё имя известным в кругах аристократии и познакомился с классической культурой и придворным этикетом. Молодой художник научился подражать манере мастера, перенимая многие черты его искусства, как это легко увидеть на картине «Император Феодосий и святой Амвросий».
В 1618—1620 годах Ван Дейк написал тринадцать картин на дереве, изображающих Христа и апостолов. Выразительные лица апостолов написаны в свободной живописной манере. Ныне значительная часть картин этого цикла рассеяна по разным музеям мира.

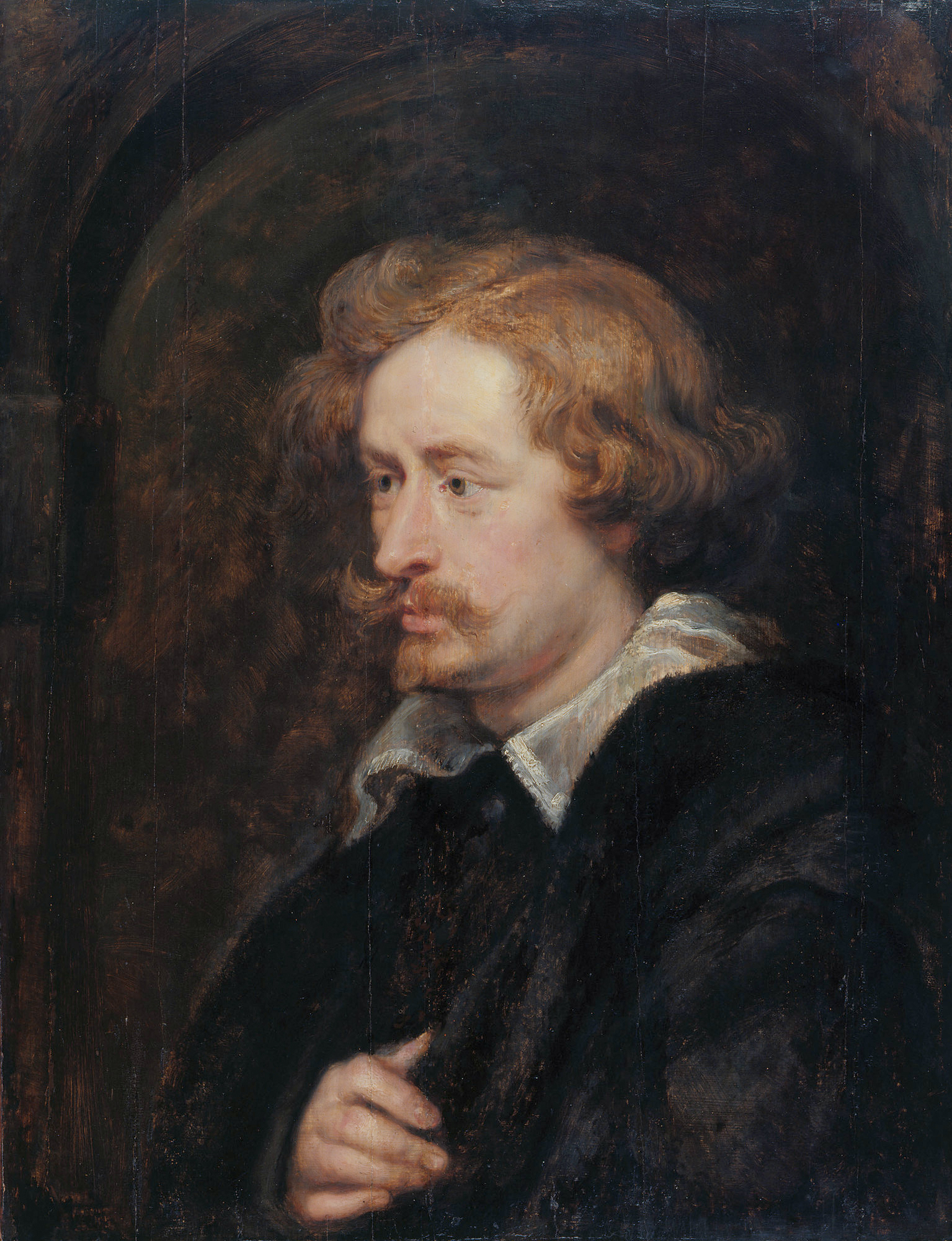
П. П. Рубенс. Портрет А. Ван Дейка. 1627—1628. Холст, масло. Королевская коллекция

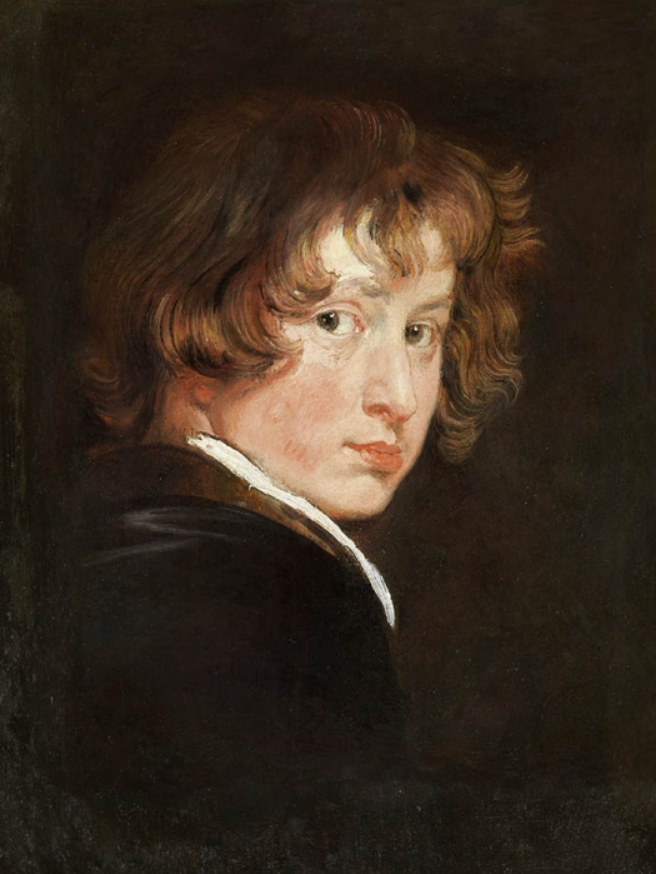
А. Ван Дейк. Автопортрет. 1613—1614. Дерево, масло. Венская академия изобразительных искусств

В ранний период Ван Дейк создавал произведения на религиозные сюжеты, часто в нескольких вариантах: «Коронование терновым венцом» (1621, 1-й берлинский вариант — не сохранился; 2-й — Мадрид, Прадо); «Поцелуй Иуды» (ок. 1618—1620, 1-й вариант — Мадрид, Прадо; 2-й — Миннеаполис, Институт искусств); «Несение креста» (ок. 1617—1618, Антверпен, Синт-Паулускерк); «Святой Мартин и нищие» (1620—1621, 1-й вариант — Виндзорский замок, Королевское собрание; 2-й вариант — Завентем, церковь Сан-Мартен), «Мученичество св. Себастьяна» (1624—1625, Мюнхен, Старая пинакотека).
В октябре 1620 года, в возрасте двадцати одного года, Ван Дейк переехал в Лондон, ко двору английского короля Якова I. Приехать в Англию его уговорили герцог Бекингемский и Томас Говард, 21-й граф Арундел, последний — большой любитель искусства, друг Рубенса и покровитель архитектора-палладианца Иниго Джонса. Во время своего пребывания в Лондоне Ван Дейк получал от Якова I ежегодную пенсию в сто фунтов стерлингов.
Однако вскоре граф Арундел разрешил ему на восемь месяцев выехать за границу; Ван Дейк не вернётся в Англию в течение одиннадцати лет. В Антверпене художник пробыл около восьми месяцев; в это время, пока Рубенс отсутствовал, он написал некоторые из своих самых блестящих портретов, такие как «Портрет Изабеллы Брант», первой жены Рубенса, и «Портрет Франса Снейдерса и его жены Маргареты де Вос». Когда он в 1621 году сообщил о своём решении уехать в Италию (традиционное паломничество фламандских живописцев), Рубенс снабдил его средствами для поездки и рекомендательными письмами к известным художникам и покровителям.
В Италии Ван Дейк оставался в течение шести лет, изучая работы великих художников итальянского Возрождения, там же закрепилась его слава как портретиста. 20 ноября 1621 года он прибыл в Геную. В феврале 1622 года Ван Дейк уехал в Рим, где пробыл до августа того же года и большую часть 1623 года. Приветствуемый в папском Риме, он был введён в лучшие круги общества. В отличие от Рубенса, Ван Дейк никогда не имел пиетета к античности. Свидетельством этого является его итальянская тетрадь, дневник зарисовок, сделанных на основе произведений, изученных во время его пребывания в Италии. Однако в Риме у него была возможность наблюдать и копировать шедевры великих художников эпохи Возрождения, в основном в Палаццо Людовизи и на вилле Боргезе.
Из папского города он переехал во Флоренцию, где познакомился с Лоренцо Медичи, сыном великого герцога Фердинанда I, большим любителем искусства и щедрым меценатом. По пути в Венецию Ван Дейк останавливался в Болонье и Парме, где любовался фресками Корреджо. В конце концов он прибыл в Венецию, где провел зиму 1622 года. В лагунном городе, где жил один из его любимых художников, Тициан, его сопровождал племянник Тициана, Чезаре Вечеллио. Ван Дейку удалось осуществить свою давнюю мечту: увидеть произведения Тициана и Паоло Веронезе.
Из Венеции он перебрался в Мантую, где был представлен двору Гонзага. В 1623 году он снова был в Риме, городе, где он отказался вступать в контакт с местной ассоциацией фламандских художников, далёких от его новых эстетических представлений. В апреле 1624 года Эммануил Филиберт Савойский, вице-король Сицилии от имени короля Испании Филиппа IV, пригласил Ван Дейка в Палермо для написания его портрета.
В последующем, до 1627 года, Ван Дейк в основном проживал в Генуе, за исключением короткого периода в 1625 году, когда он был гостем гуманиста Никола-Клода Фабри де Пейреска в Провансе.
Слава великого портретиста, с которой он вернулся из Италии, позволила ему поступить на службу к эрцгерцогине Изабелле Кларе Евгении Габсбургской, регентше испанских Нидерландов, у которой он стал придворным живописцем. Он написал портрет эрцгерцогини, за который получил золотое ожерелье. С поступлением ко двору его слава как портретиста ещё более возросла. Его заказчики были многочисленны и принадлежали к самым знатным семьям Фландрии и Брабанта.
В сентябре 1631 года Ван Дейк принял в своей мастерской королеву Франции Марию Медичи вместе с её младшим сыном Гастоном Орлеанским в изгнании, портреты которых он написал. Королева оставила воспоминания о визите к Ван Дейку, в которых сообщала, что видела в его коллекции несколько работ Тициана. Художнику действительно удалось собрать значительное количество картин итальянских художников: семнадцать картин Тициана, две Тинторетто, три Антониса Мора, три Якопо Бассано и многих других.
С 1632 года Ван Дейк снова жил в Лондоне, был придворным художником короля Карла I. Отношения Ван Дейка с Карлом I начались в 1629 году. Через посредника сэра Эндимиона Портера король приобрёл картину Ван Дейка «Ринальдо и Армида». Среди коронованных меценатов Европы Карл I выделялся тем, что более всего ценил изобразительное искусство и всегда оказывался щедрым покровителем и защитником художников. Любимым художником короля был Тициан, и в Ван Дейке он увидел его наследника. До приезда Ван Дейка в Лондон при дворе Карла уже работали многие иностранные живописцы, но с появлением Ван Дейка они исчезли. Карл наконец нашёл придворного художника, о котором мечтал много лет.
В 1632 году король посвятил Ван Дейка в степень рыцаря-бакалавра. В большом доме с садом, подаренном королём, на берегу Темзы Ван Дейк принимал гостей, угощая их щедрыми обедами и там же писал картины. Через несколько месяцев, 5 июля 1632 года, Карл I наградил его дворянским титулом баронета, назначив его кавалером Ордена Бани (Order of the Bath) и гарантировал ему годовой доход в двести фунтов стерлингов, а также сделал его назначение официальным в качестве первого королевского живописца. В Лондоне Ван Дейк написал знаменитый портрет короля: «Карл I с трёх сторон» (портрет в трёх ракурсах, 1635). Предположительно необычный портрет создавался для последующей отправки в Рим, где на его основе итальянский скульптор Джованни Лоренцо Бернини должен был изваять бюст Карла I. В 1638 году папа Урбан VIII отправил скульптуру королеве Генриетте Марии в надежде на то, что это поспособствует примирению римско-католической и англиканской церквей. Также предполагается, что это произведение Ван Дейка могло повлиять на создание Филиппом де Шампенем аналогичного портрета в трёх ракурсах кардинала Ришельё (1637).
Однако в 1634 году Ван Дейк решил переехать в Антверпен и Брюссель примерно на год, чтобы навестить свою семью. После покупки дома в Антверпене, в апреле он был вызван в Брюссель, где стал свидетелем въезда в город кардинала-инфанта Фердинанда Габсбургского, брата короля Испании Филиппа IV, нового регента испанских Нидерландов. Ван Дейк несколько раз изображал регента и многочисленных представителей духовенства и аристократии. Один из самых грандиозных групповых портретов тех лет — «Портрет графа Йоханнеса Нассау-Зигенского и его семьи». Во время своего пребывания в Брюсселе он также встретил Томмазо Франческо де Савойя, первого принца Кариньяно и главнокомандующего испанскими войсками в Нидерландах, с которого он написал большой конный портрет, на котором принц предстает во всём своём величии, а красивая белая лошадь встаёт на дыбы. Этот портрет стал образцом для картины Диего Веласкеса «Портрет графа-герцога де Оливареса верхом» (1638).
В 1639 году в Лондоне Ван Дейк женился на дочери лорда Рутвена Мэри Ратвен. В 1640 году жил и работал в Париже. Когда в мае 1640 года скончался Рубенс, Ван Дейку предложили отправиться в Антверпен, чтобы управлять их бывшей мастерской. Однако в январе 1641 года он отправился в Париж, надеясь на работу по оформлению дворца Лувра. Но эта работа не состоялась. Вернувшись в Лондон в мае, в октябре он снова отправился в Антверпен, а затем обратно в Париж.
Ван Дейк скончался 9 декабря 1641 года в Лондоне и был погребён в присутствии двора в лондонском Соборе Святого Павла. Гробница была разрушена два десятилетия спустя вместе с самим собором в дни Великого пожара 1666 года.

## Творчество
Творчество Ван Дейка эволюционировало. Произведения, созданные им во время его первого пребывания в Англии, значительно отличаются от тех, что были созданы до того во Фландрии. В Антверпене, недавно вернувшемся к католицизму, Антонис имел возможность выполнять только картины религиозного характера или официальные портреты. В Лондоне он стал пользоваться большей свободой как в методе выполнения картин, так и в выборе тем. На рубеже 1621 и 1622 годов Ван Дейк, которому было чуть больше двадцати лет, благодаря английскому опыту и освобождению от религиозной обусловленности, обрёл стимул для творчества, посвятив себя, в дополнение к портретам, мифологическим сценам, где могли появляться изображения с эротическим подтекстом. Так, среди прочих, следуя стилю Тициана (своего любимого художника), Ван Дейк создал картину «Вертумн и Помона».
Исчерпывающую и образно-точную характеристику творчества Ван Дейка дал А. Н. Бенуа в знаменитом «Путеводителе по Картинной галерее Императорского Эрмитажа» (1910):

 «Ван Дейк принадлежит к первым портретистам истории искусства. Портретная живопись сделалась его специальностью именно в силу личного характера художника. Его влекло в общество изящных воспитанных людей, подальше от грязи и безалаберности художественной богемы, от оргиазма прочего фламандского творчества… Ещё Рубенс был в полном блеске и никто не думал о новых веяниях, когда Ван Дейк, до тех пор покорный его ученик, уехал в Италию и стал там, в Генуе, писать портреты, в которых неожиданно проявилась черта, дотоле незнакомая Фландрии: самая подлинная „grandezza“ — в связи с какой-то нежной меланхолией, пришедшейся ко вкусу аристократам, желавшим казаться пресыщенными и усталыми. Рассказывают, что в бытность свою в Риме, Ван Дейк держался в стороне от своих товарищей, грубых весельчаков и кутил-фламандцев, и был за это в насмешку прозван „кавалерчиком живописи“. Это характерно и для всего его искусства. В дальнейшем творчестве он всё больше и больше остерегался грубой простоты и сделался, наконец, настоящим „précieux“. Характерно для него то, что треть жизни он провёл вне Фландрии, и то, что он кончил жизнь в качестве придворного английского короля, самого утончённого, но и самого жалкого из государей XVII века. Количество портретов мастера доказывает, что в нём жила настоящая фламандская производительность, удивительная творческая сила. Почти равномерное достоинство этой нескончаемой галереи доказывает огромную силу дарования, неослабевавшую энергию, которая изумляет даже рядом с фантастической энергией Рубенса. Но одна общая всем портретам Ван Дейка черта: сдержанность, недоступность, какой-то взгляд сверху вниз и „благородная“ тень грусти обнаруживает в нём болезненную психологию, которая больше всего и нравилась современникам, особенно высшему обществу» 
В развитие этой блестящей характеристики особенности творческого метода живописца уточняют и современные исследователи:

 «Творчество Ван Дейка оказало огромное влияние на европейское и, прежде всего, английское искусство. Ван Дейк — лучший и самый известный из учеников Рубенса, он — подлинный романтик, сумевший соединить экспрессию барокко с тонкостью и изяществом манеры и техники письма. Он проигрывает учителю в мощи воображения, но подчас превосходит его в нюансах колорита, утончённой пластике линий и изощрённости валёров. Ван Дейк создал композиционный тип большого парадного портрета, получивший в дальнейшем широкое распространение именно в Англии, например, в творчестве таких антагонистов, какими были Джошуа Рейнолдс и Томас Гейнсборо. Природный аристократизм и светская жизнь Ван Дейка в Лондоне не помешали его удивительной работоспособности, в которой он уступал лишь Рубенсу, — более полутора тысяч картин, не считая гравюр и рисунков!»
В Санкт-Петербургском Эрмитаже имеется значительное собрание произведений Антониса Ван Дейка: двадцать четыре картины и восемь произведений его школы и условно атрибутируемых его мастерской. В России всегда ценили картины этого живописца. Начало его собранию в Картинной галерее Императорского Эрмитажа было положено приобретением императрицей Екатериной II коллекции Ф. Троншена в 1770 году и коллекции французского банкира Пьера Кроза.

## Галерея

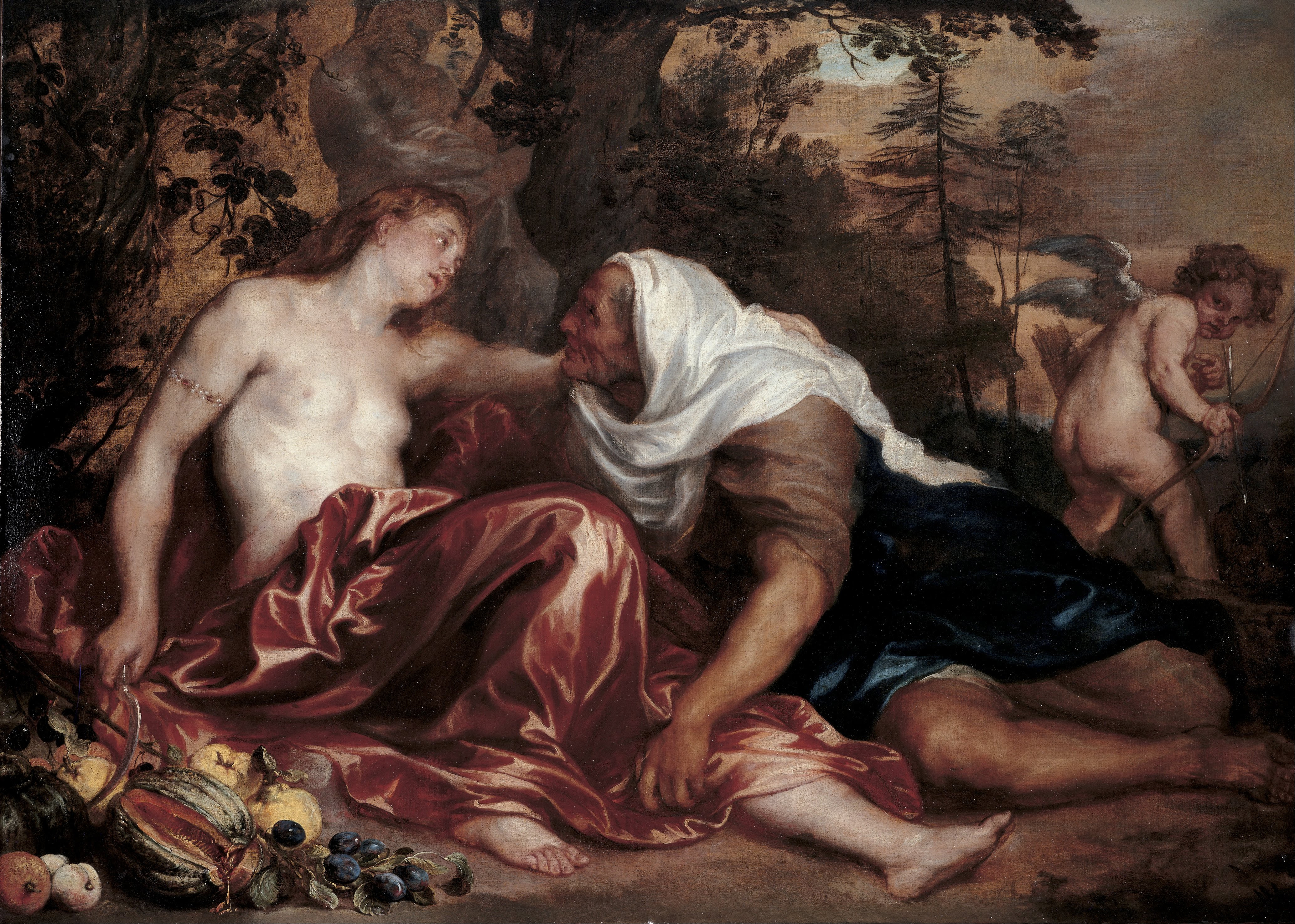
Вертумн и Помона. Музеи Страда Нуова, Генуя
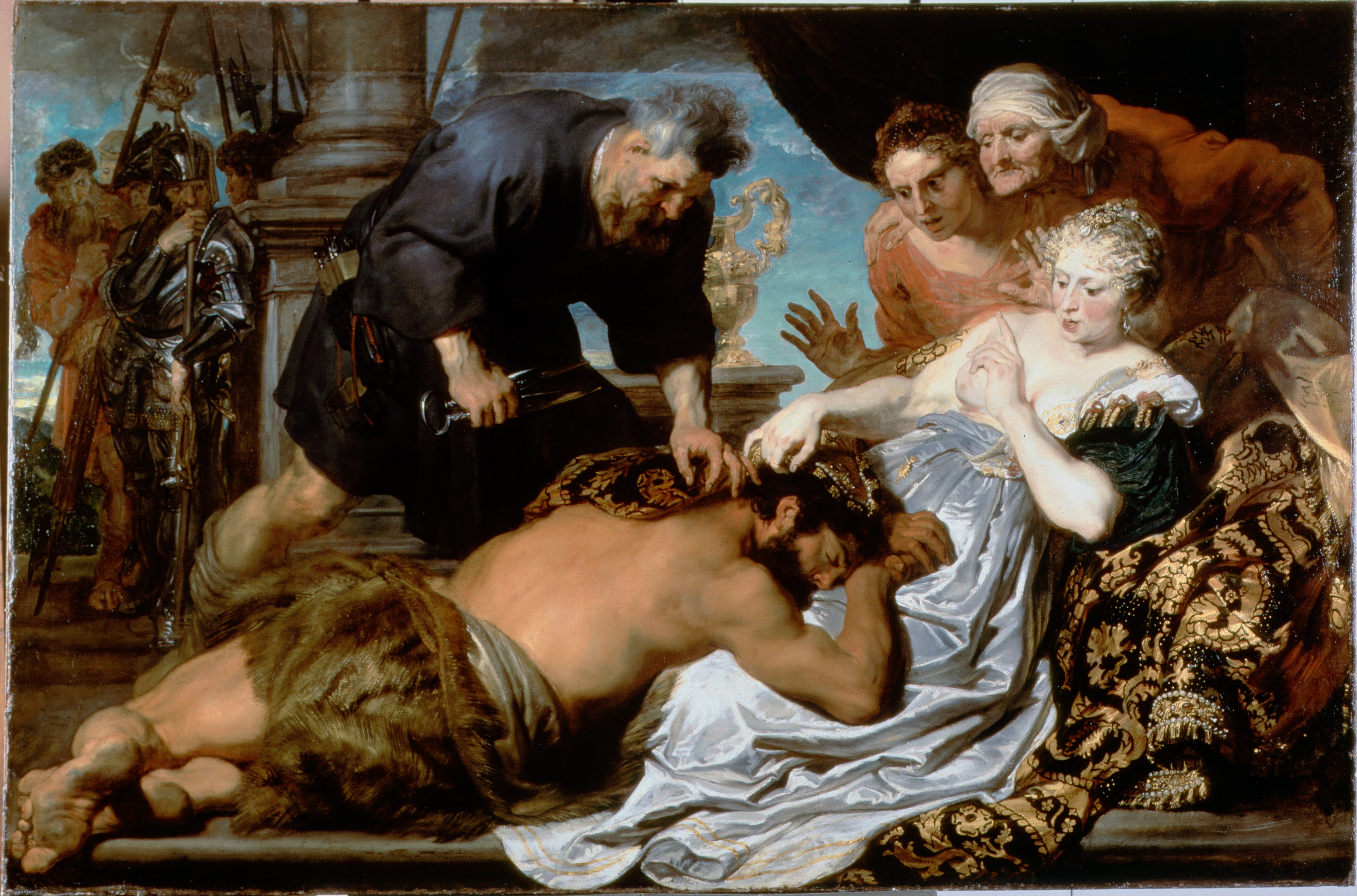
Самсон и Далила. Ок. 1618. Холст, масло. Далиджская картинная галерея, Лондон
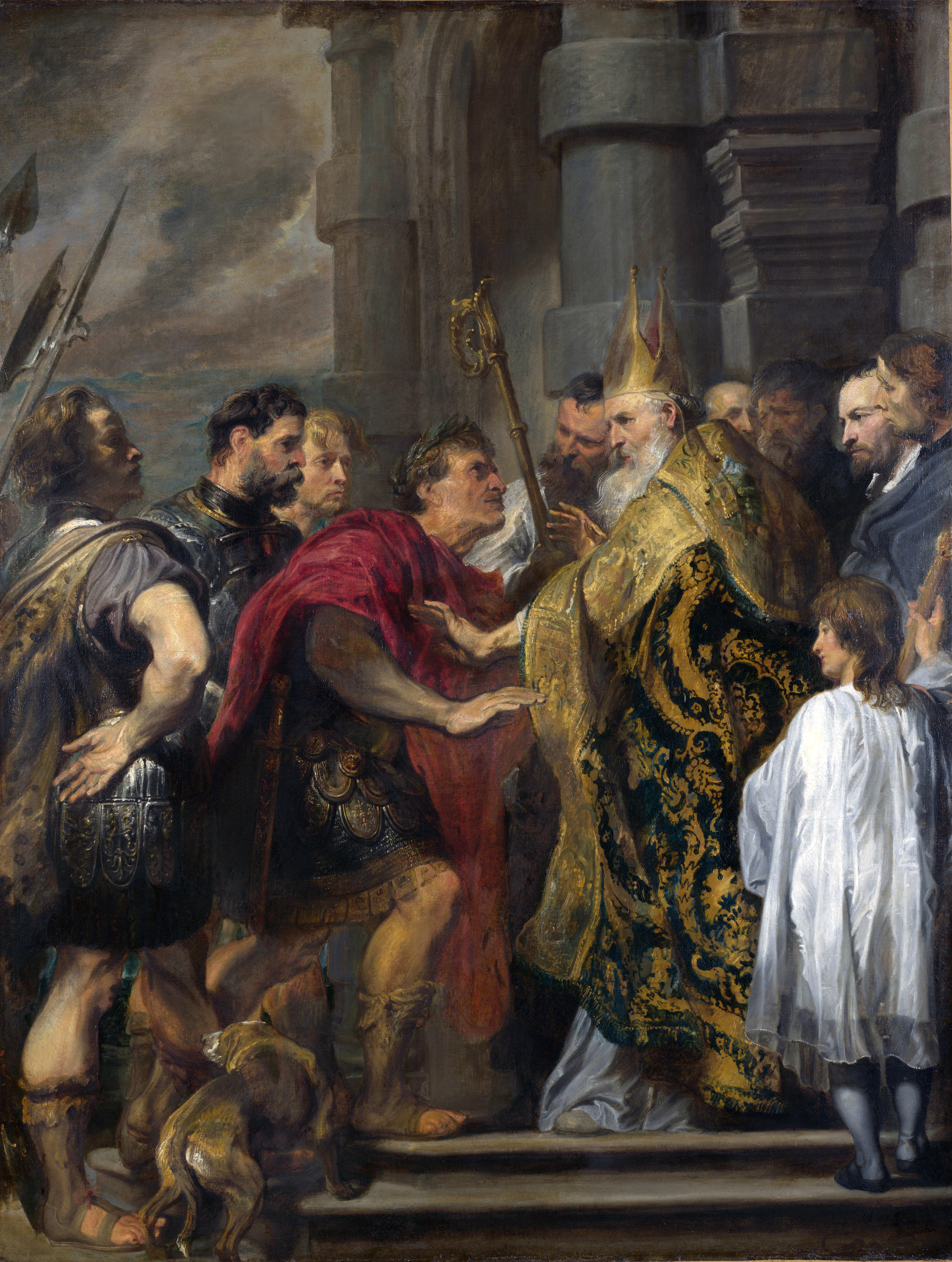
Святой Амвросий запрещает Феодосию I вход в Миланский собор. Между 1619 и 1620. Холст, масло. Лондонская национальная галерея
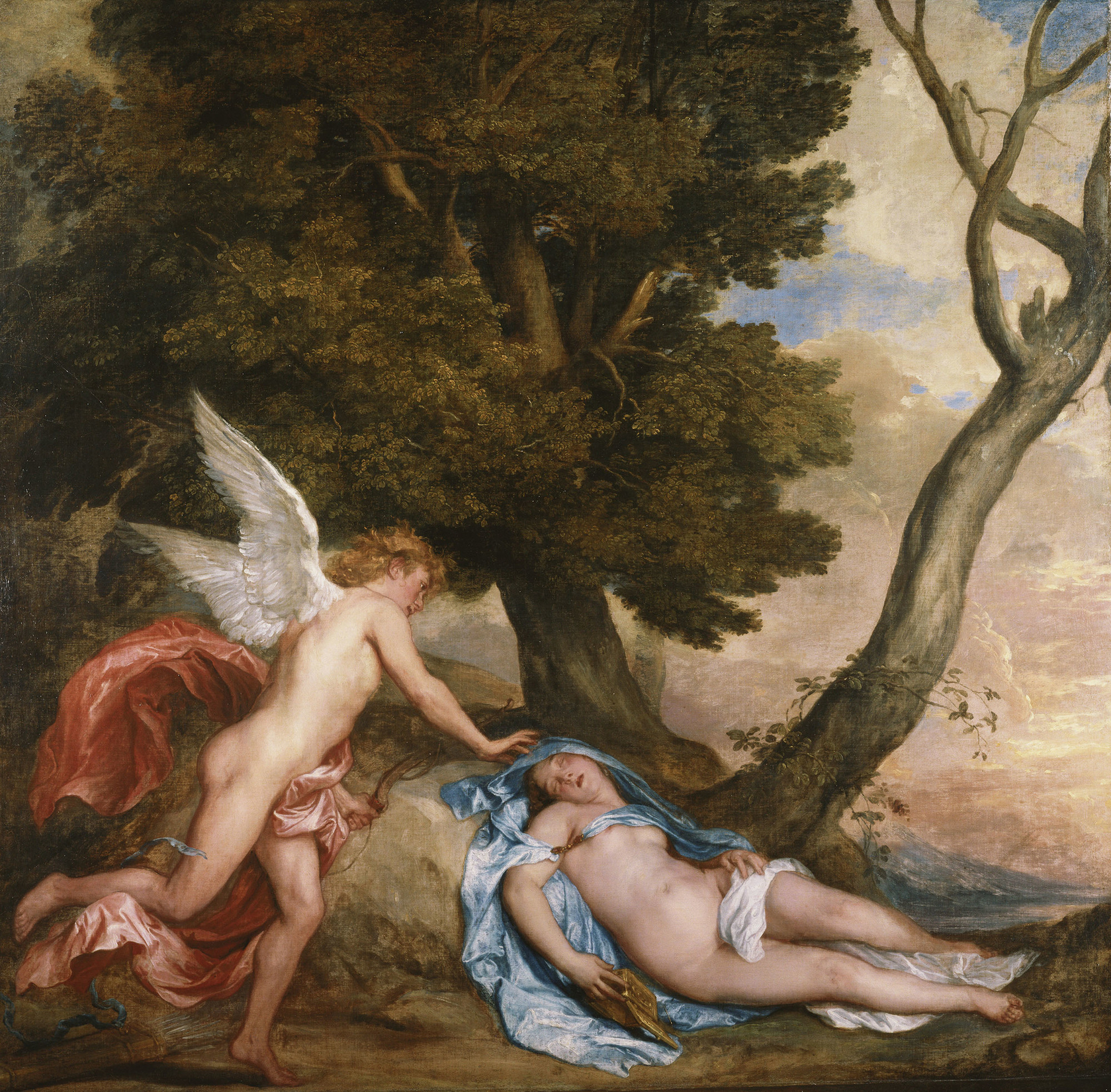
Aмур и Психея. Между 1639 и 1640. Холст, масло. Королевская коллекция, Хэмптон-корт
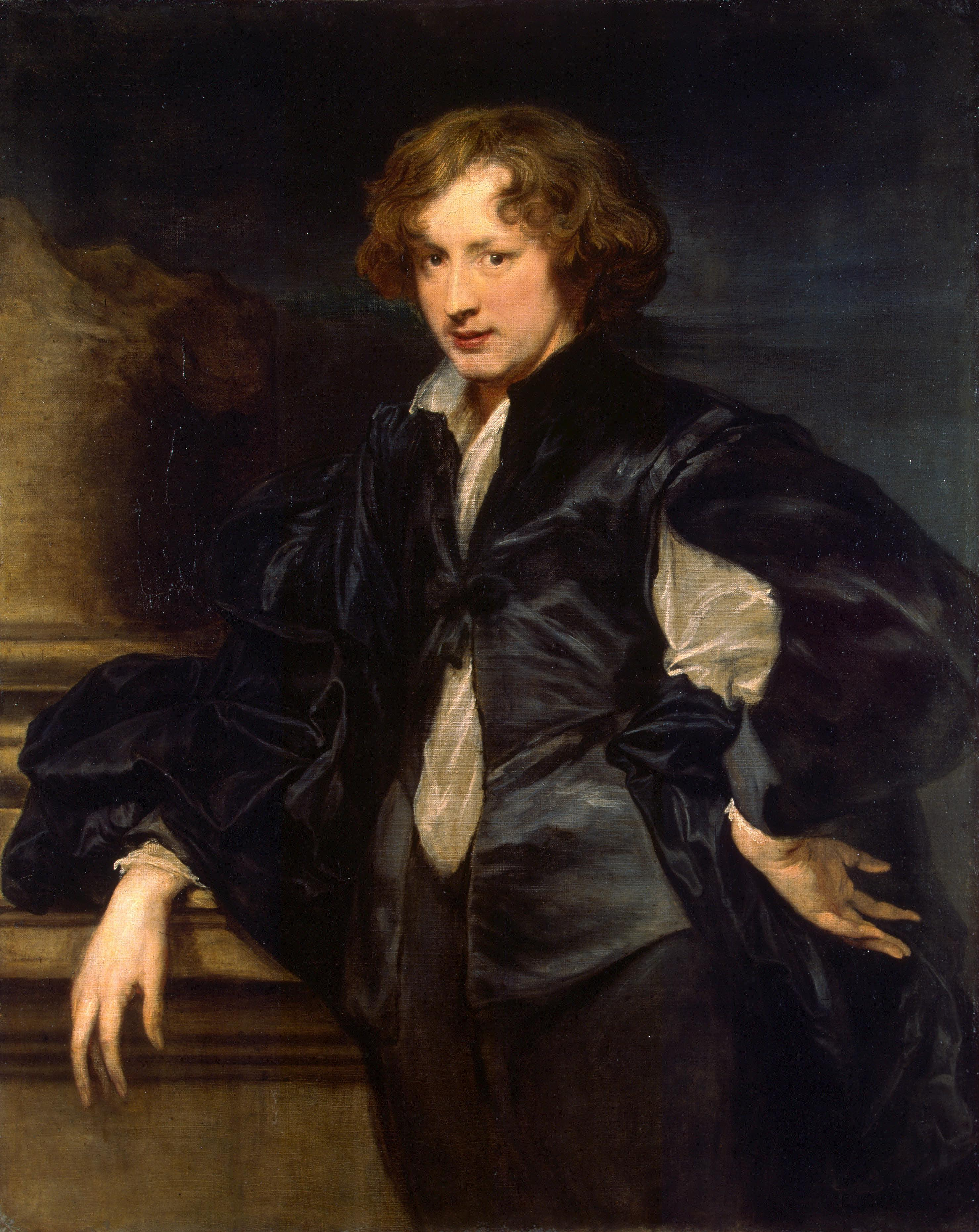
Aвтопортрет. 1622—1623. Холст, масло. Государственный Эрмитаж, Санкт-Петербург
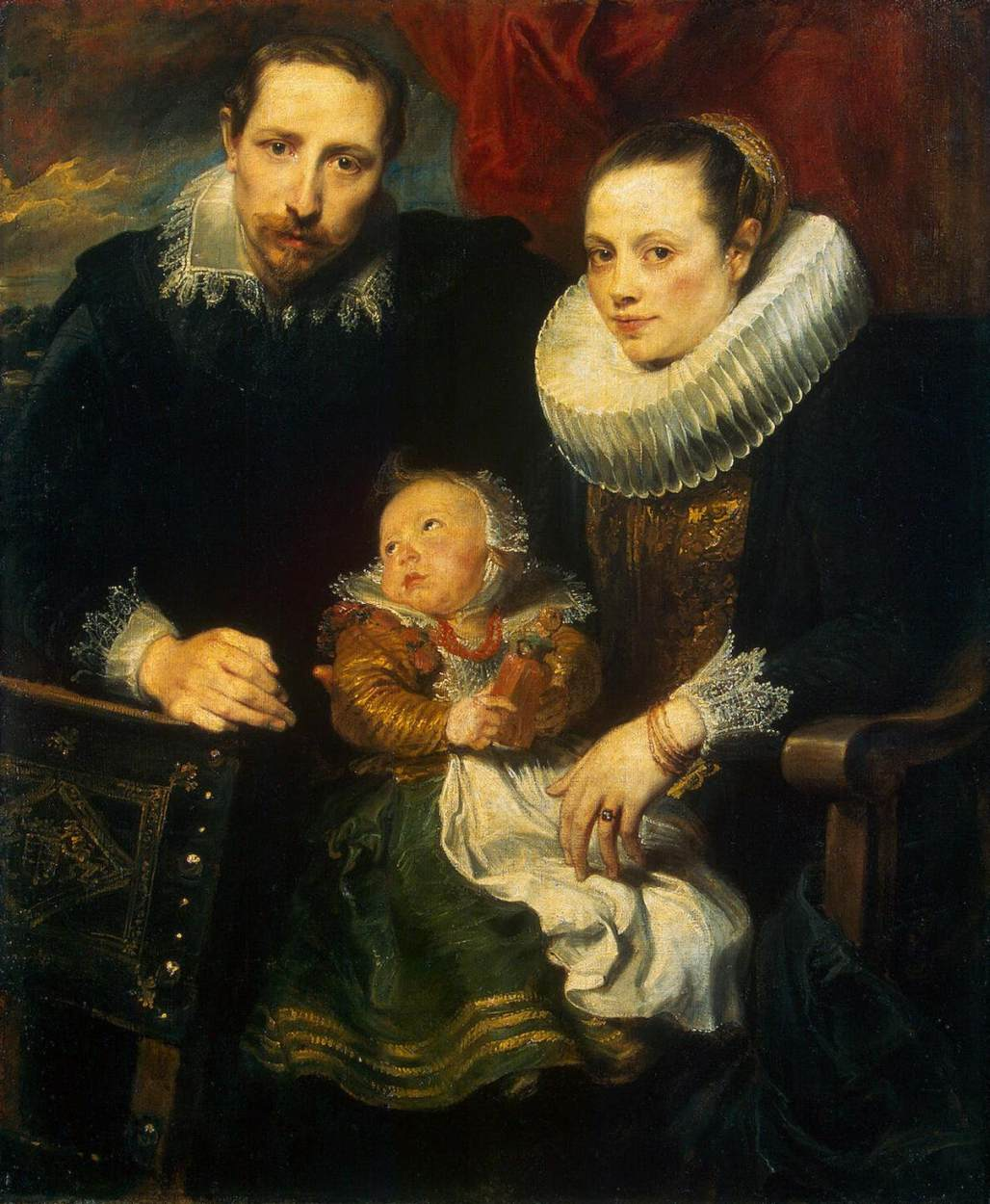
Семейный портрет. 1621. Холст, масло. Государственный Эрмитаж, Санкт-Петербург
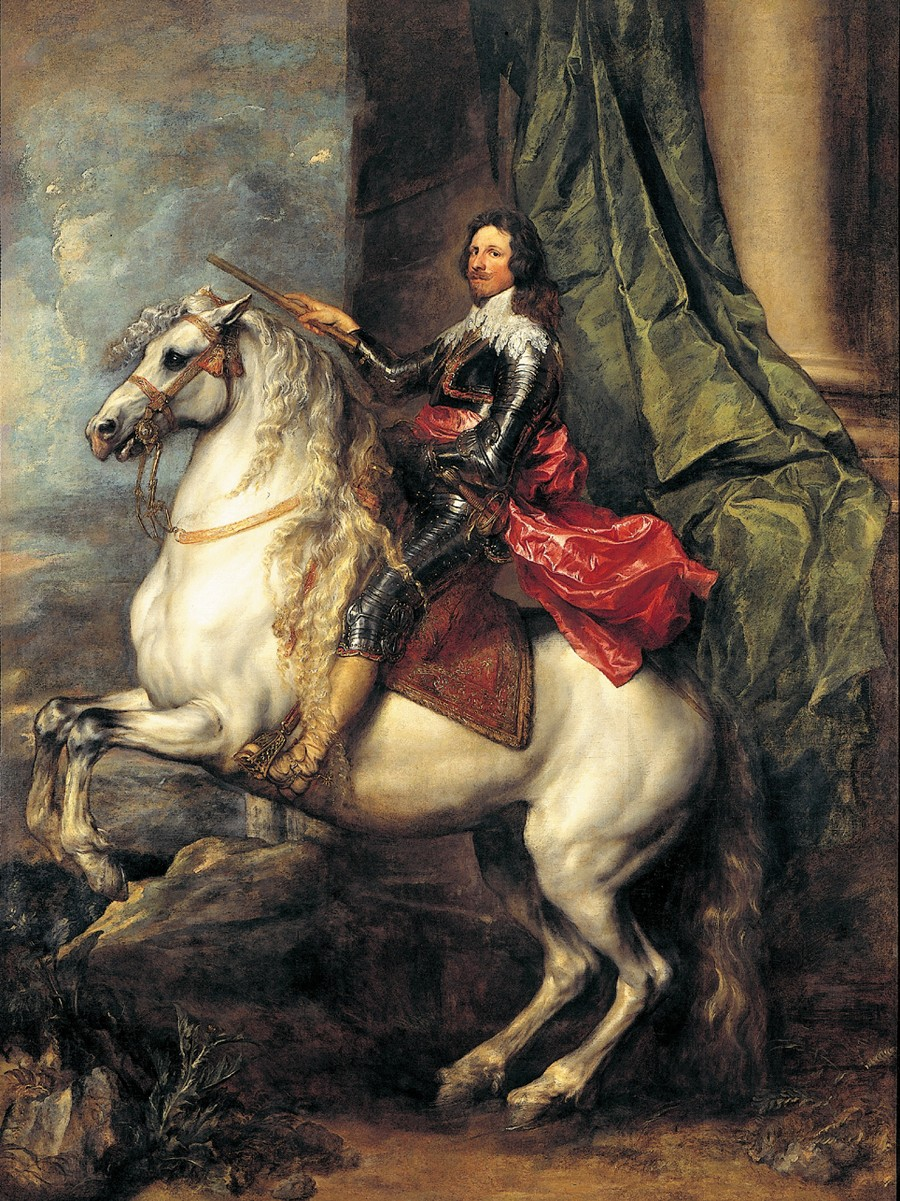
Конный портрет Томмазо Франческо де Савойя, первого принца Кариньяно. 1634-1635. Холст, масло. Галерея Сабауда, Турин
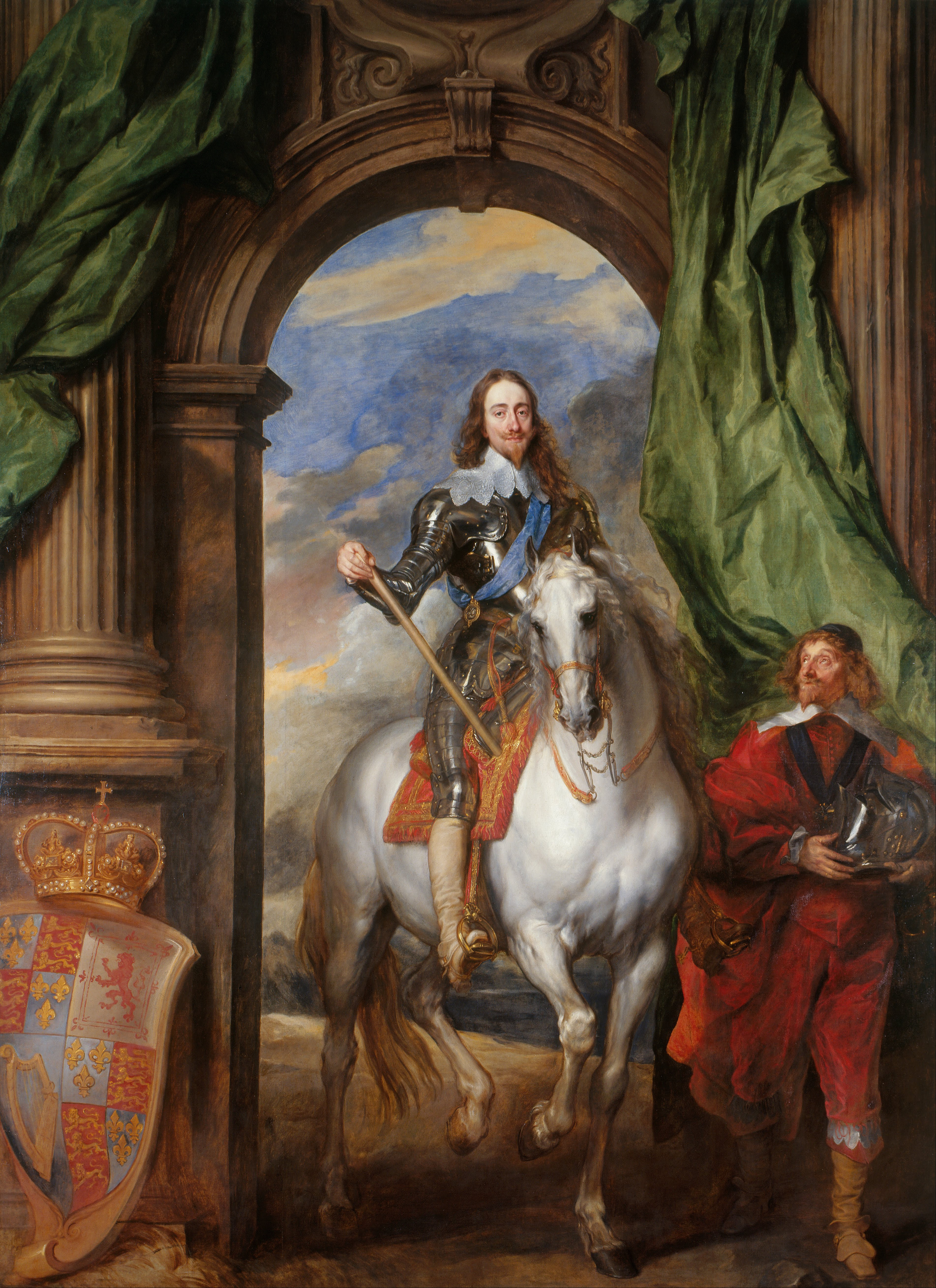
Конный портрет короля Карла I со шталмейстером Сен-Антуаном. 1633. Холст, масло. Королевская коллекция, Букингемский дворец, Лондон
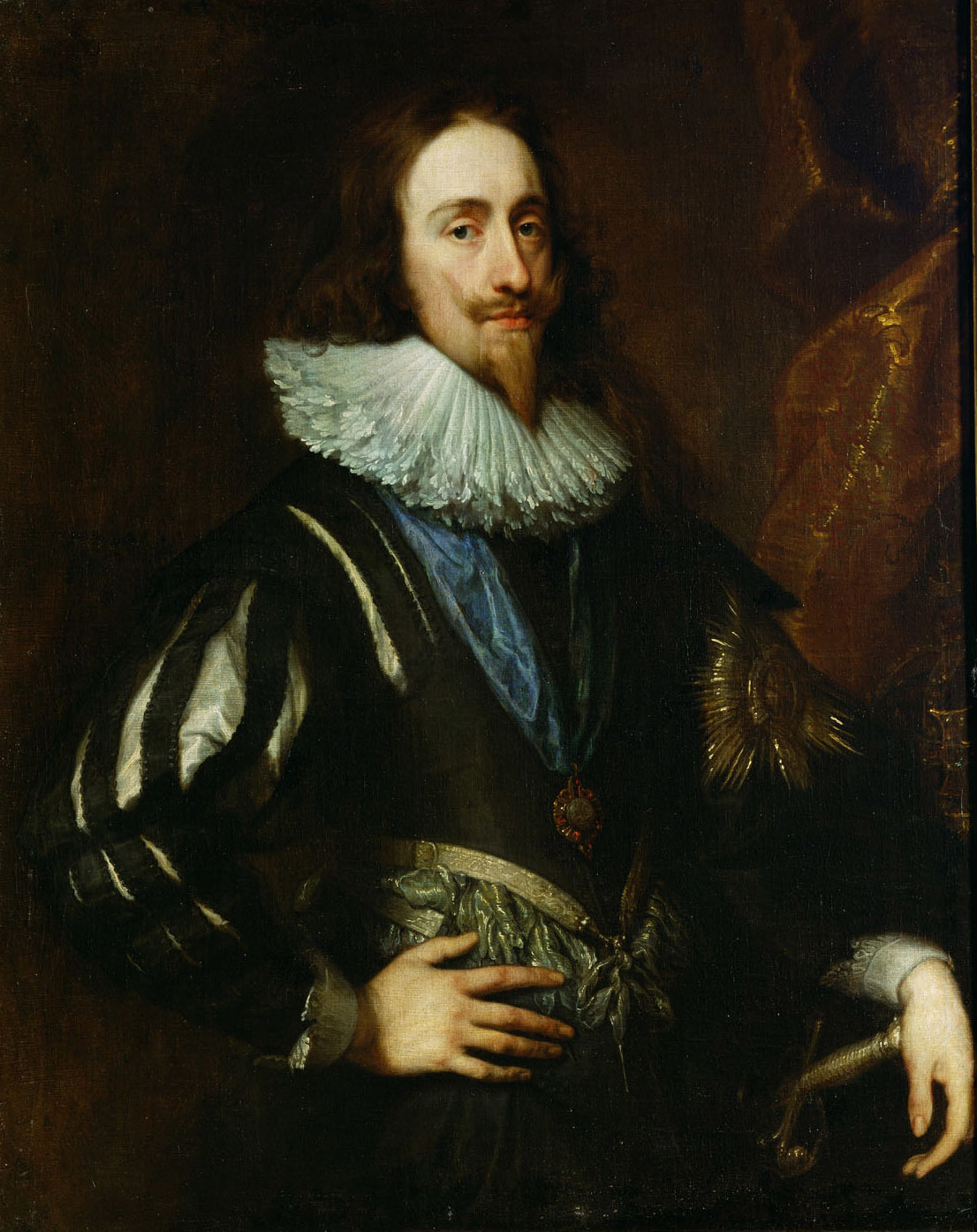
Портрет Короля Карла I. Ок. 1632. Холст, масло. Музей истории искусств, Вена
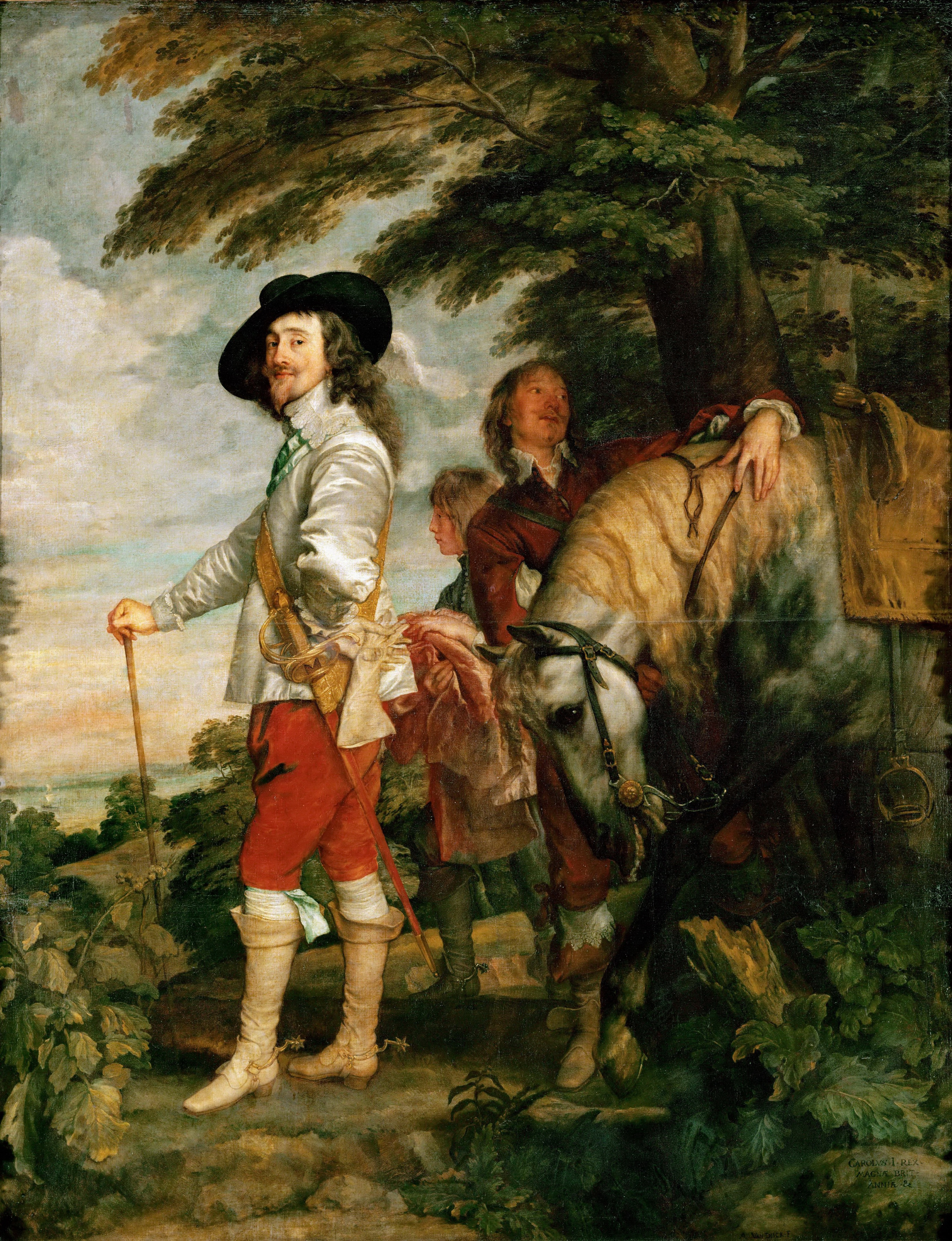
Карл I на охоте. Ок. 1635. Холст, масло. Лувр, Париж
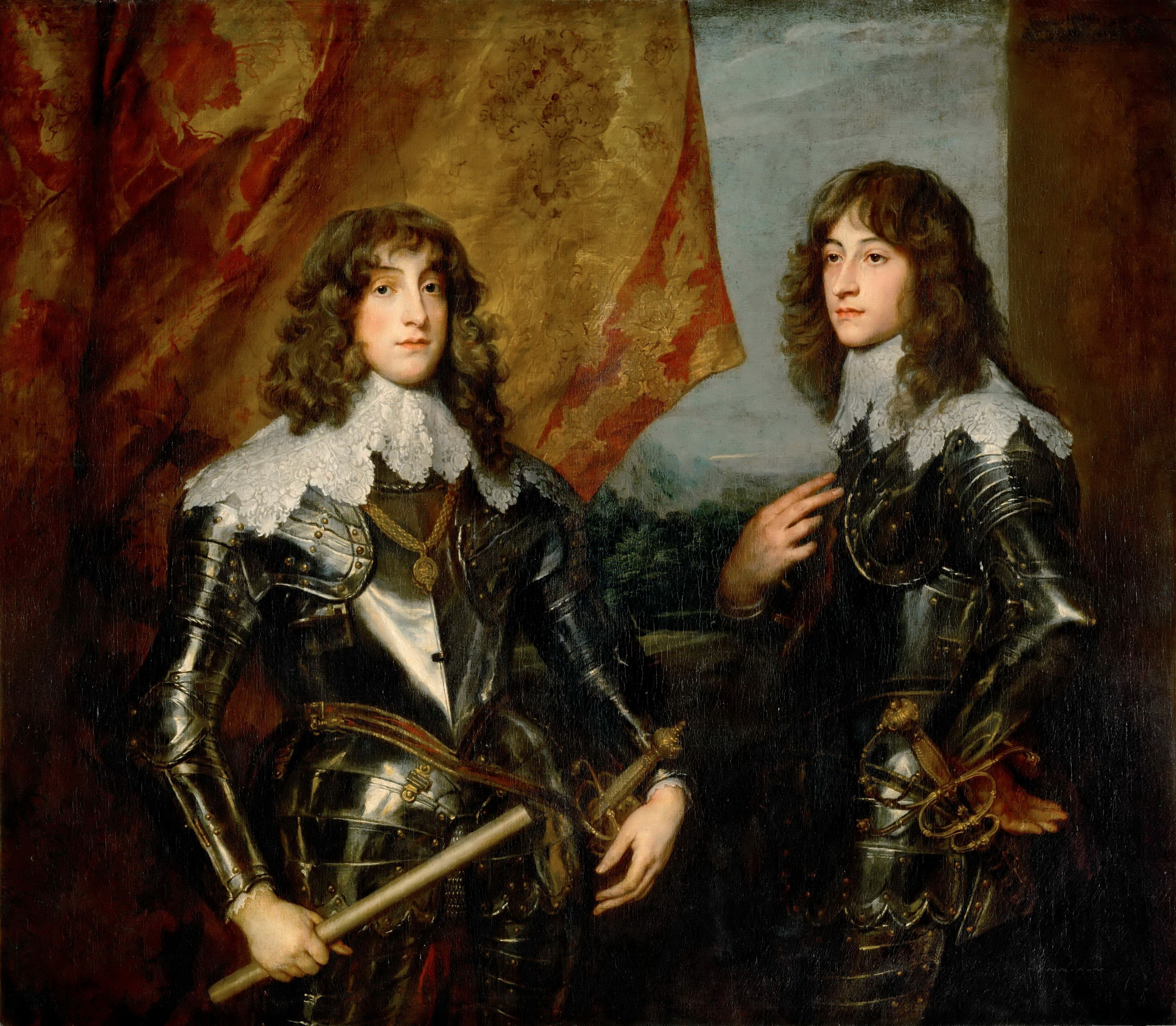
Портрет принцев Карла Людвига и Руперта. 1637. Холст, масло. Лувр, Париж
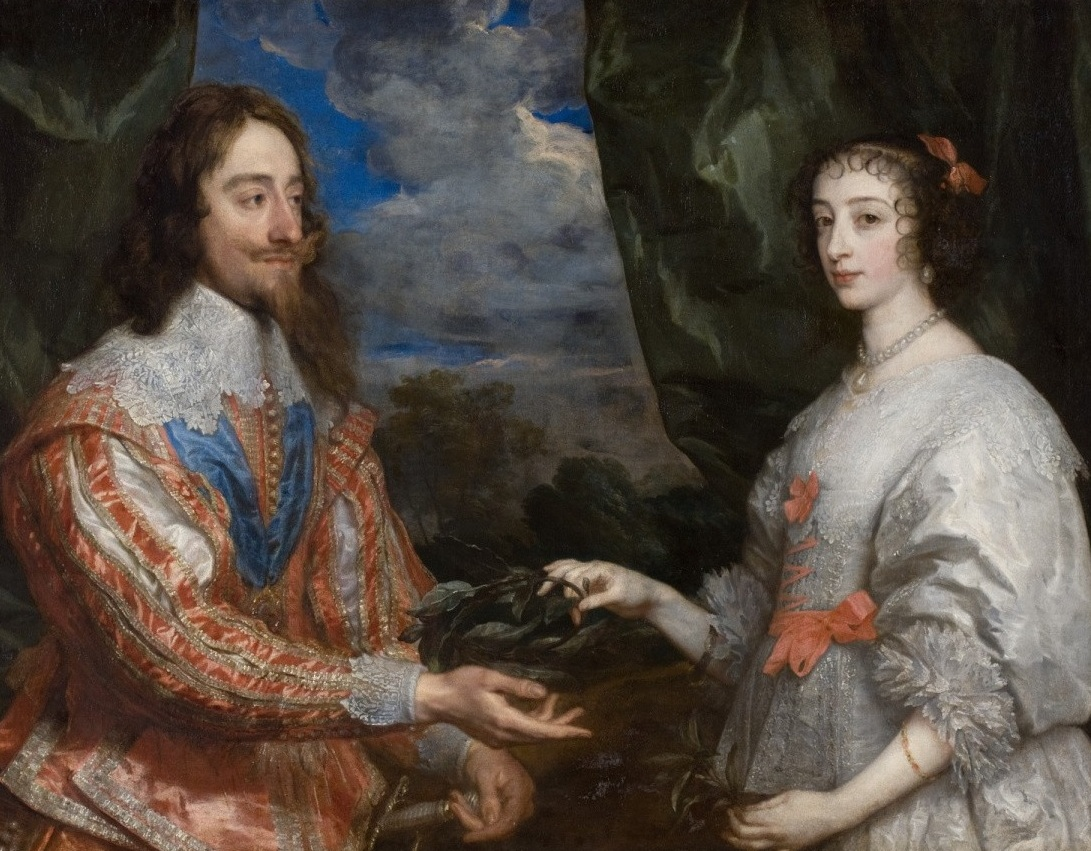
Портрет Карла I и его супруги Генриетты Марии. 1632. Холст, масло. Архиепископский музей Кромержижа. Чехия
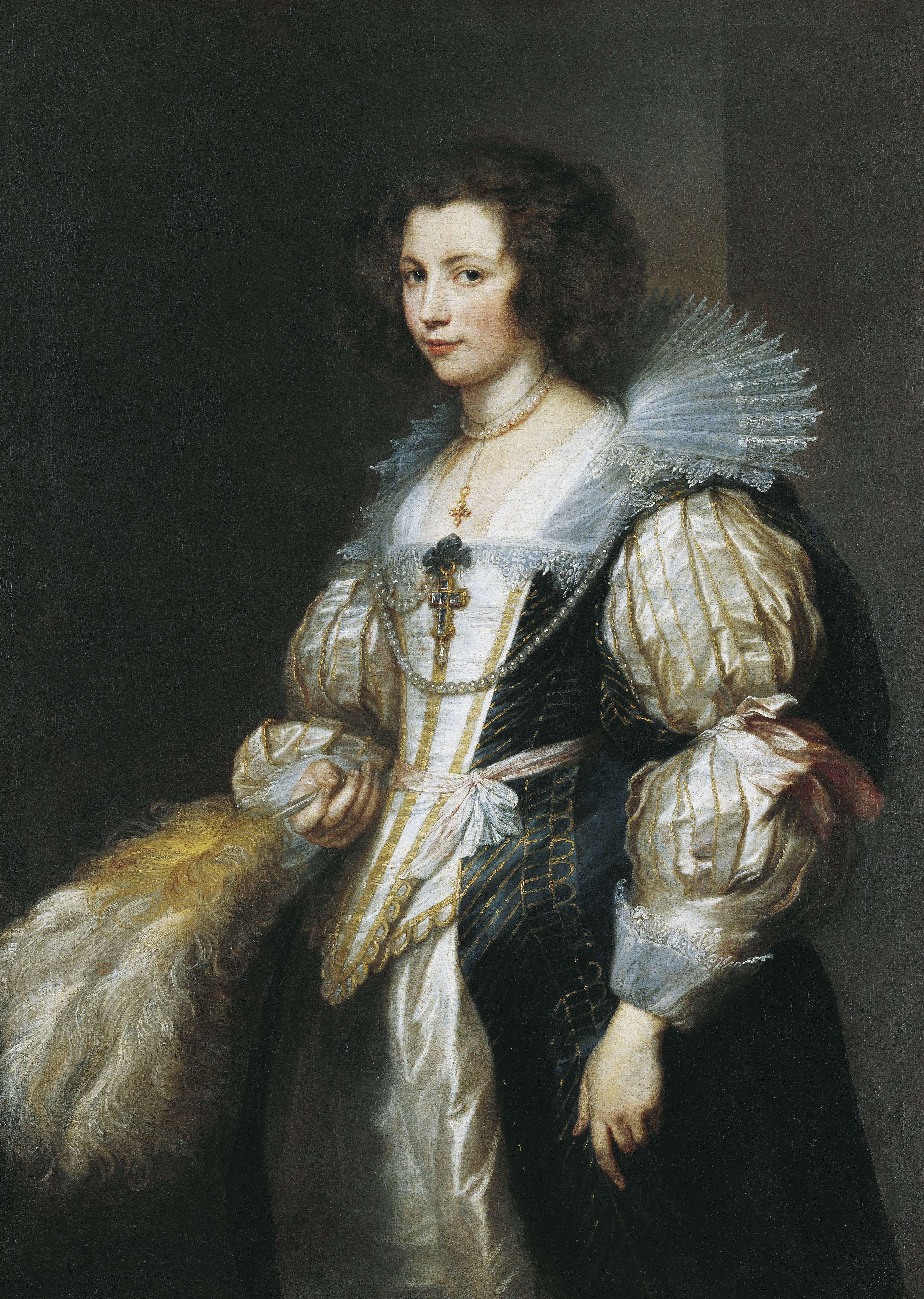
Портрет Марии Луизы де Тассис. Ок. 1630. Холст, масло. Коллекция Лихтенштейнов
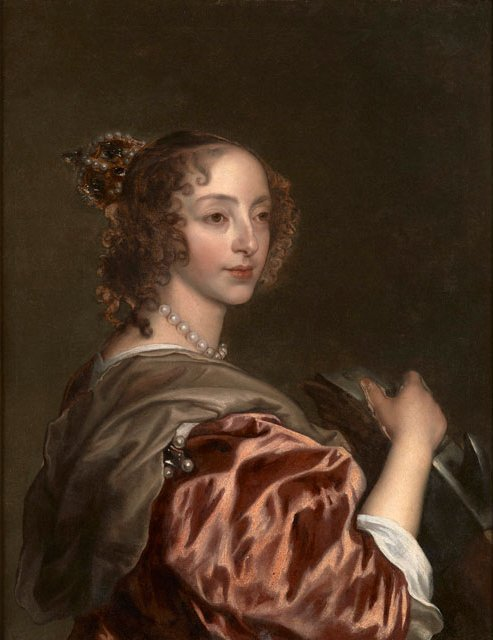
Королева Генриетта Мария в образе Святой Екатерины. Частное собрание
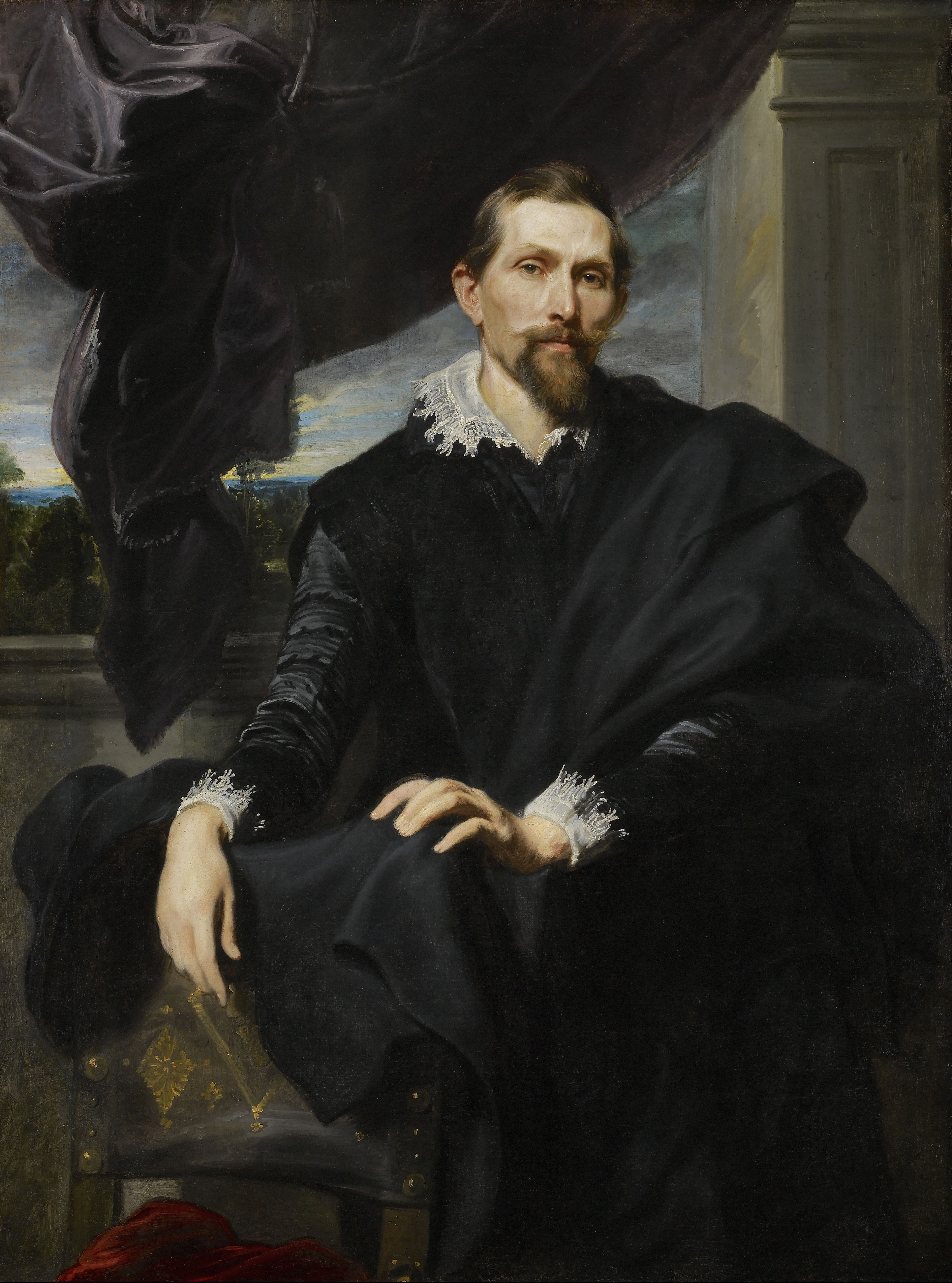
Портрет Франса Снейдерса. Ок. 1620. Холст, масло. Коллекция Фрика, Нью-Йорк

## «Иконография» Ван Дейка
После возвращения в 1626 году из Италии, Германии и Англии в родной Антверпен Антонис Ван Дейк задумал запечатлеть своих современников в большой серии гравированных портретов под названием «Иконография». Восемнадцать из них он награвировал сам в смешанной технике офорта и резца. Для всех листов серии, в основном между 1626 и 1633 годами, Ван Дейк выполнил с натуры в сравнительно небольшом формате подготовительные рисунки (в основном итальянским карандашом и размывкой кистью бистром или тушью). «Эти рисунки принадлежат к шедеврам мировой портретной графики и составляют одну из наиболее ценных частей рисовального наследия Ван Дейка».
По рисункам Ван Дейка также работали гравёры Л. Ворстерман, П. Понтиус, Дж. Гринхилл, С. Болсверт, П. де Йоде и другие. Все листы отличаются артистизмом и виртуозностью штриха. Рядом с коронованными особами, кардиналами, князьями, могущественными заказчиками и меценатами Ван Дейк поместил портреты художников. Среди них — собственный портрет и портрет своего учителя и друга П. П. Рубенса с подписью «Апеллес своего времени». Таким образом, «Иконография» превратилась в своеобразную изобразительную панораму своего времени. Первое издание «Иконографии» (80 листов) осуществлено в 1632 году в Антверпене. Второе, после кончины художника, — в 1645 году (100 листов). Эту серию многократно переиздавали. Всего было осуществлено двенадцать переизданий. В 1851 году в Париже серия была издана в наиболее полном виде (в последующее время её дополняли другие гравёры) — в сто двадцать шесть листов.

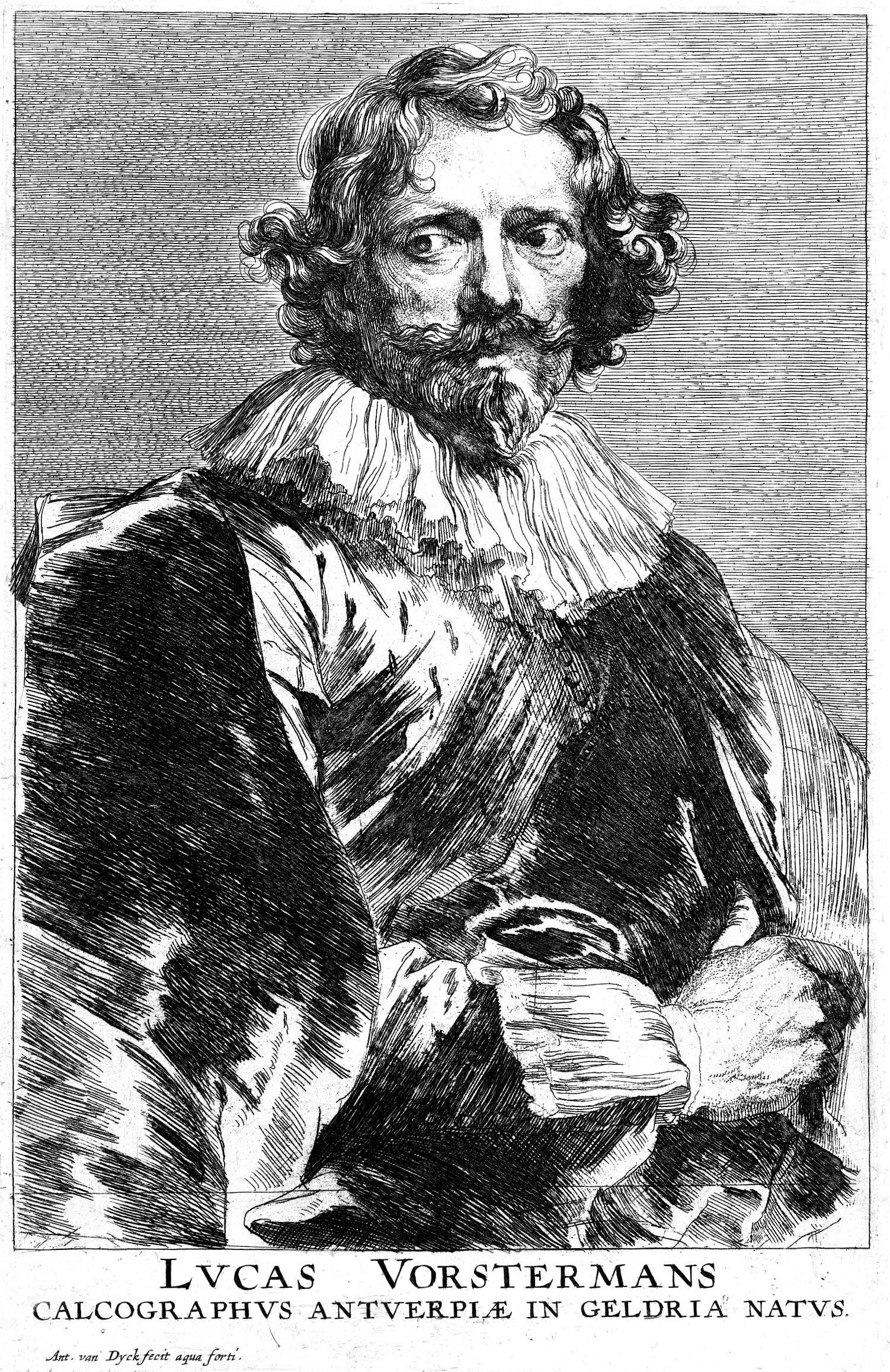
Лукас Ворстерман
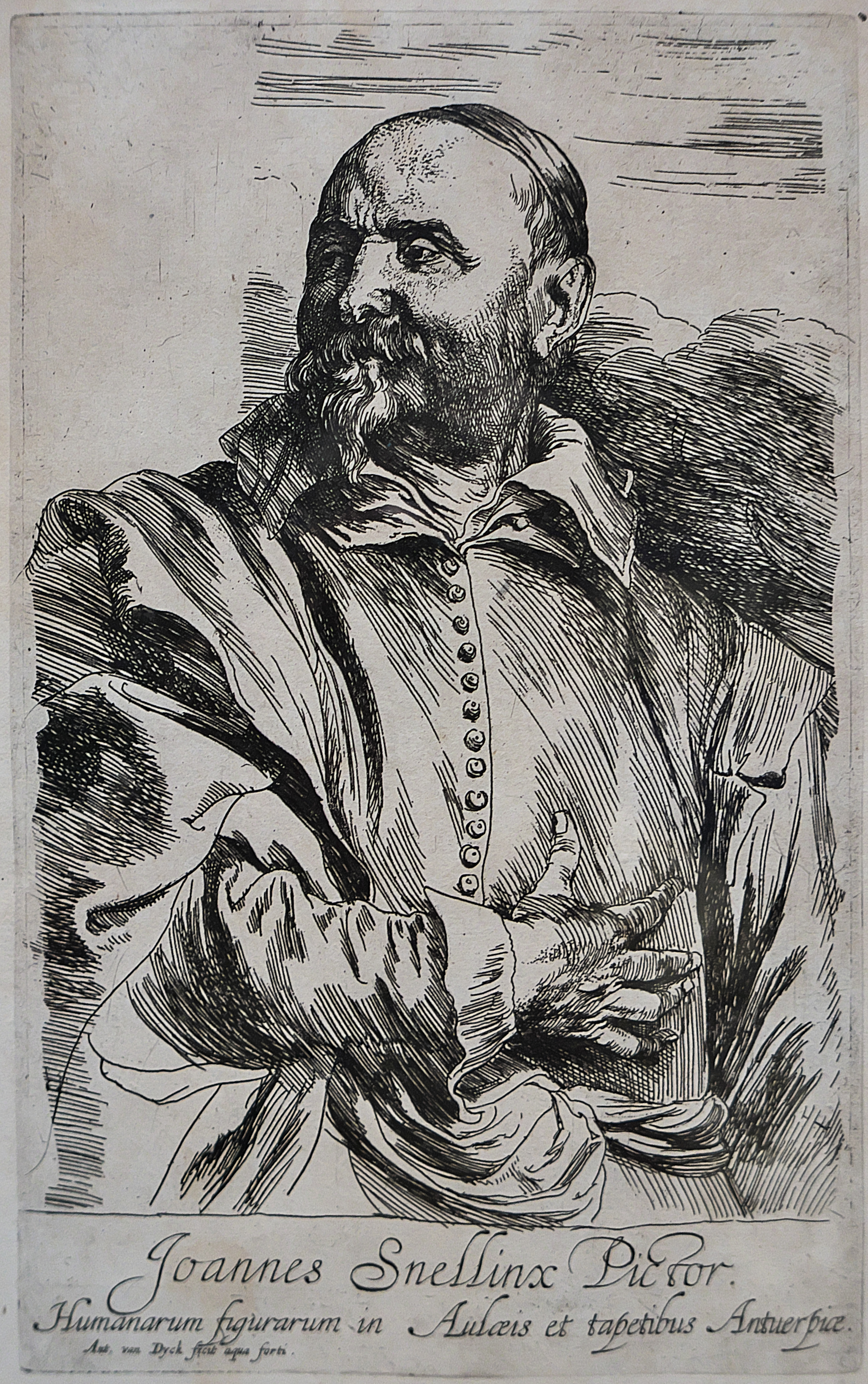
Ян Снеллинк
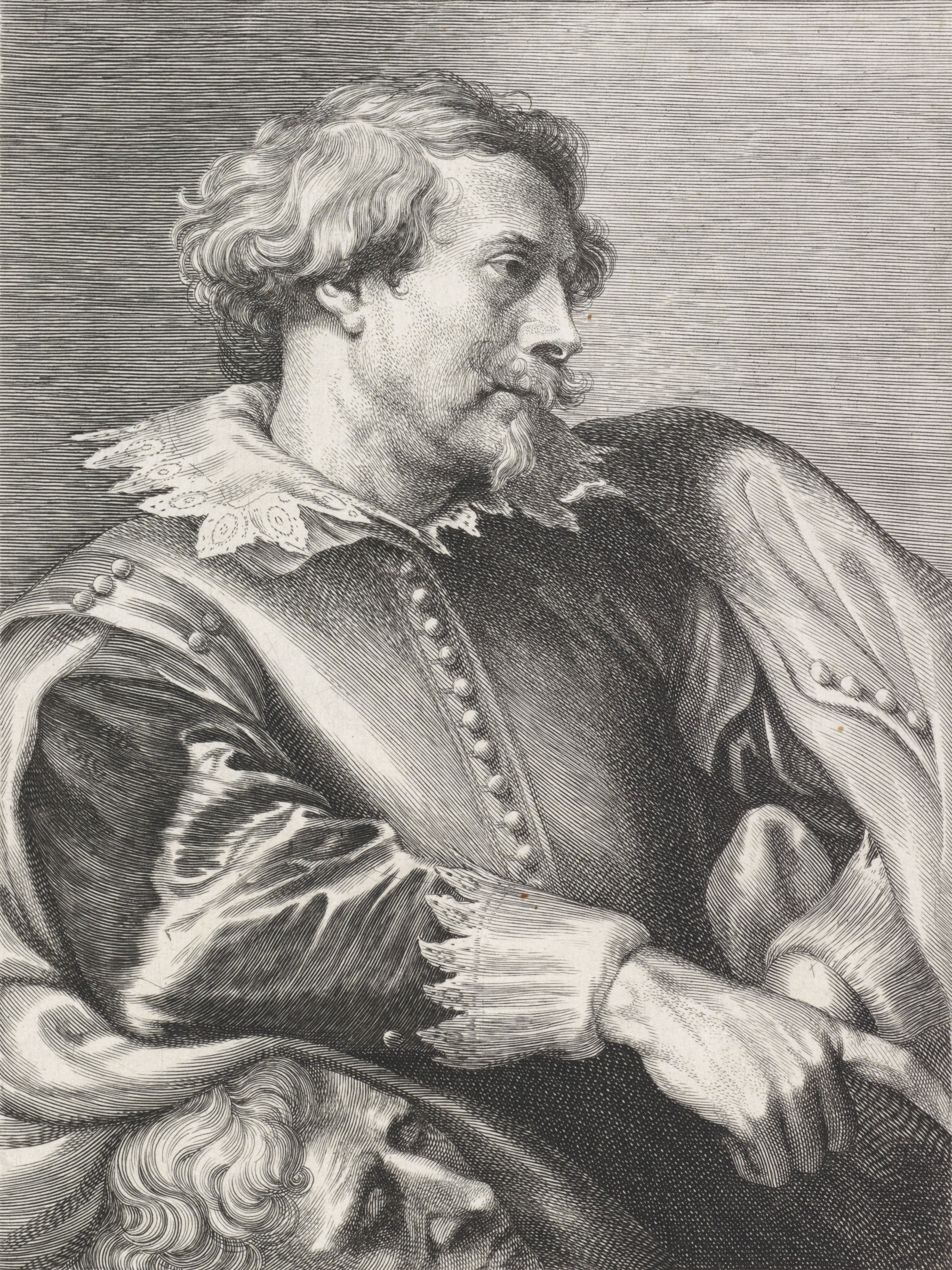
Губерт ван ден Енде
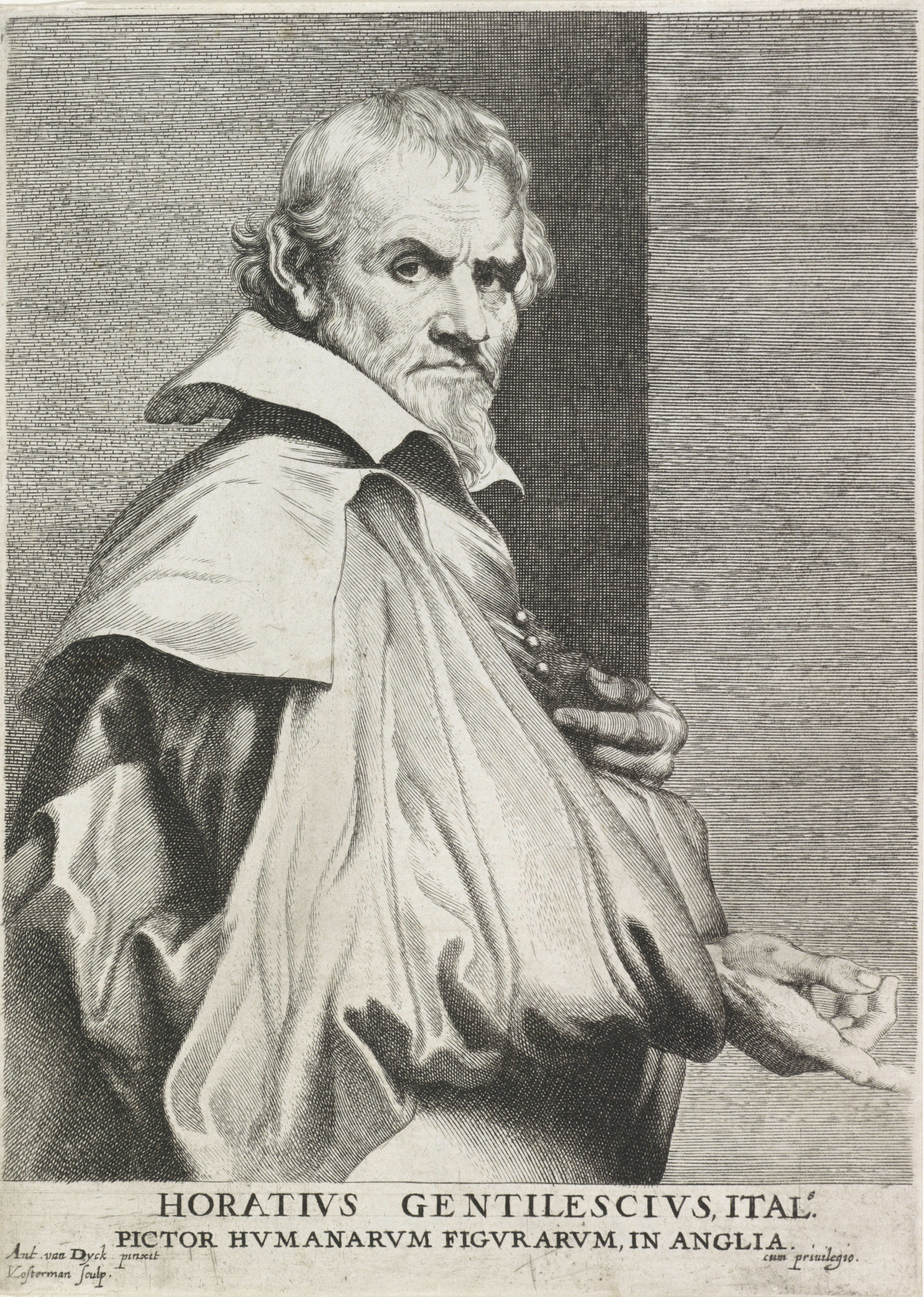
Орацио Джентилески
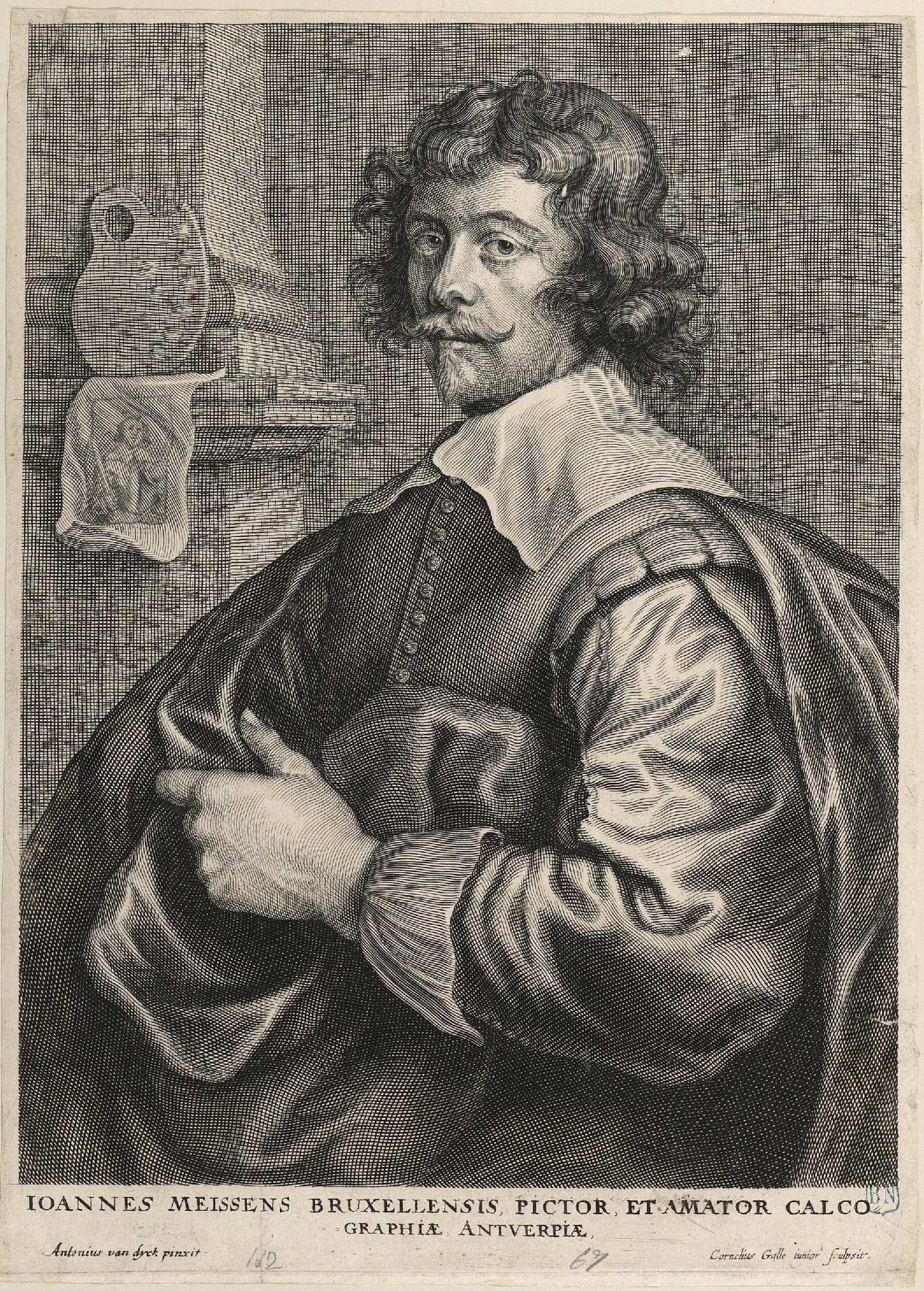
Иоаннес Мейссен
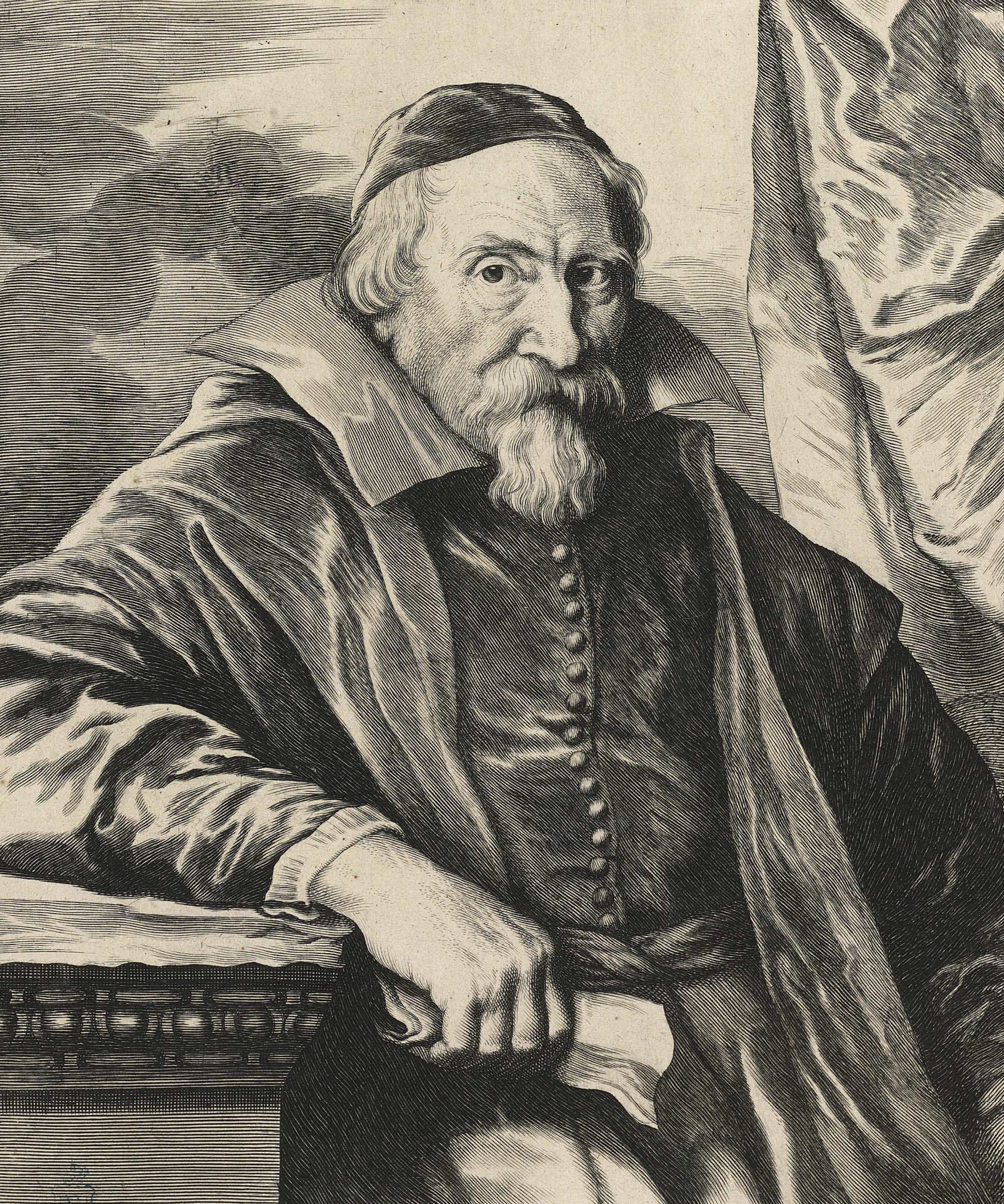
Венцель Кобергер
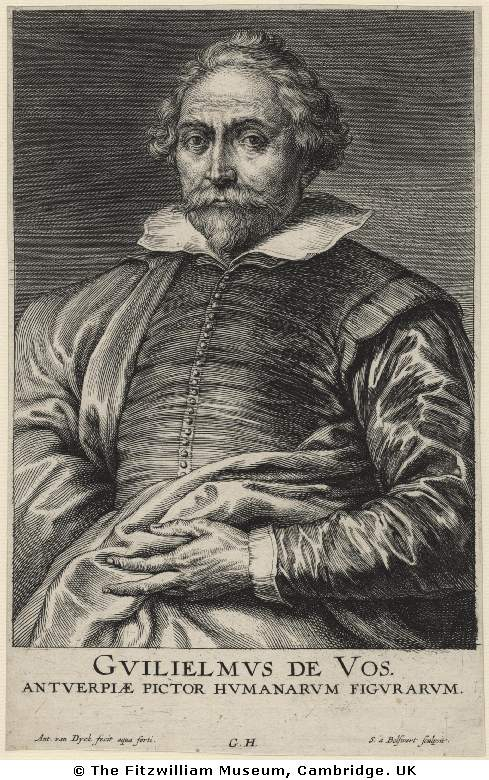
Виллем де Вос

Ван Дейк любил гравировать сам офортом и резцом и уделял значительное внимание популяризации своего творчества. По живописным оригиналам его картин работали гравёры Л. Ворстерман, П. Понтиус, Дж. Гринхилл, С. Болсверт, П. де Йоде.
Соперником ван Дейка в Англии был голландец Д. Мейтенс, учениками — У. Добсон и Р. Уокер. Последователями и подражателями — Питер Лели, Готфрид Кнеллер, Джон Райли, Джон Вуттон.
Именем художника названа красно-коричневая краска «ван дик» на основе безводной окиси железа, которую часто применяли по белому грунту живописцы XVII—XVIII веков.

## Неизвестная картина
В марте 2011 года в Испании было объявлено о находке неизвестной ранее картины ван Дейка «Дева Мария с младенцем и раскаявшиеся грешники», написанной в 1625 году для герцога Медины-де-лас-Торрес. Картина до 1808 года хранилась в монастыре Эскориал, затем в Королевской академии изящных искусств и до последнего времени считалась копией.

## Память
В 1972 году Почта СССР выпустила почтовый блок посвящённый Ван Дейку.

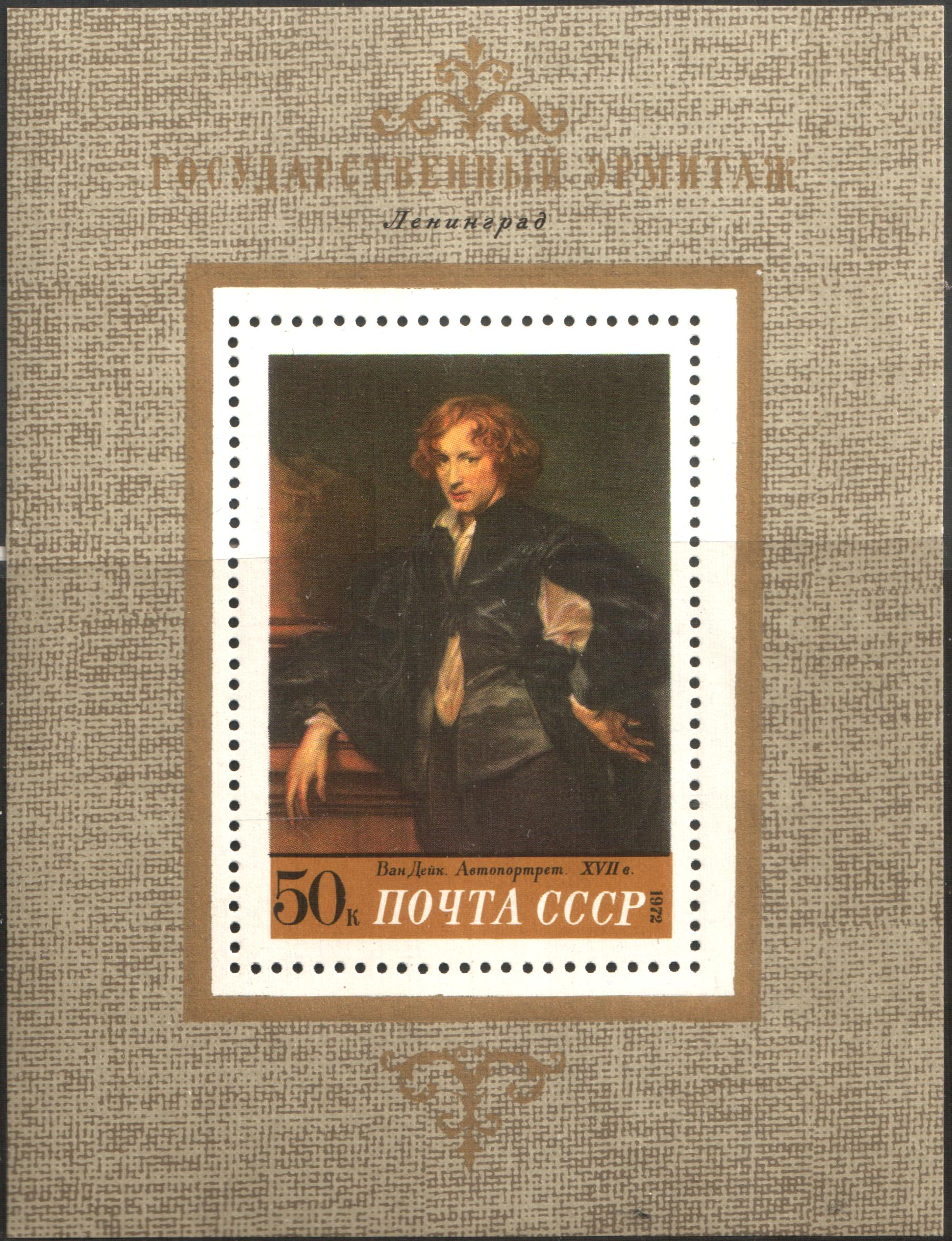
Почта СССР, 1972 г. Ван Дейк «Автопортрет».
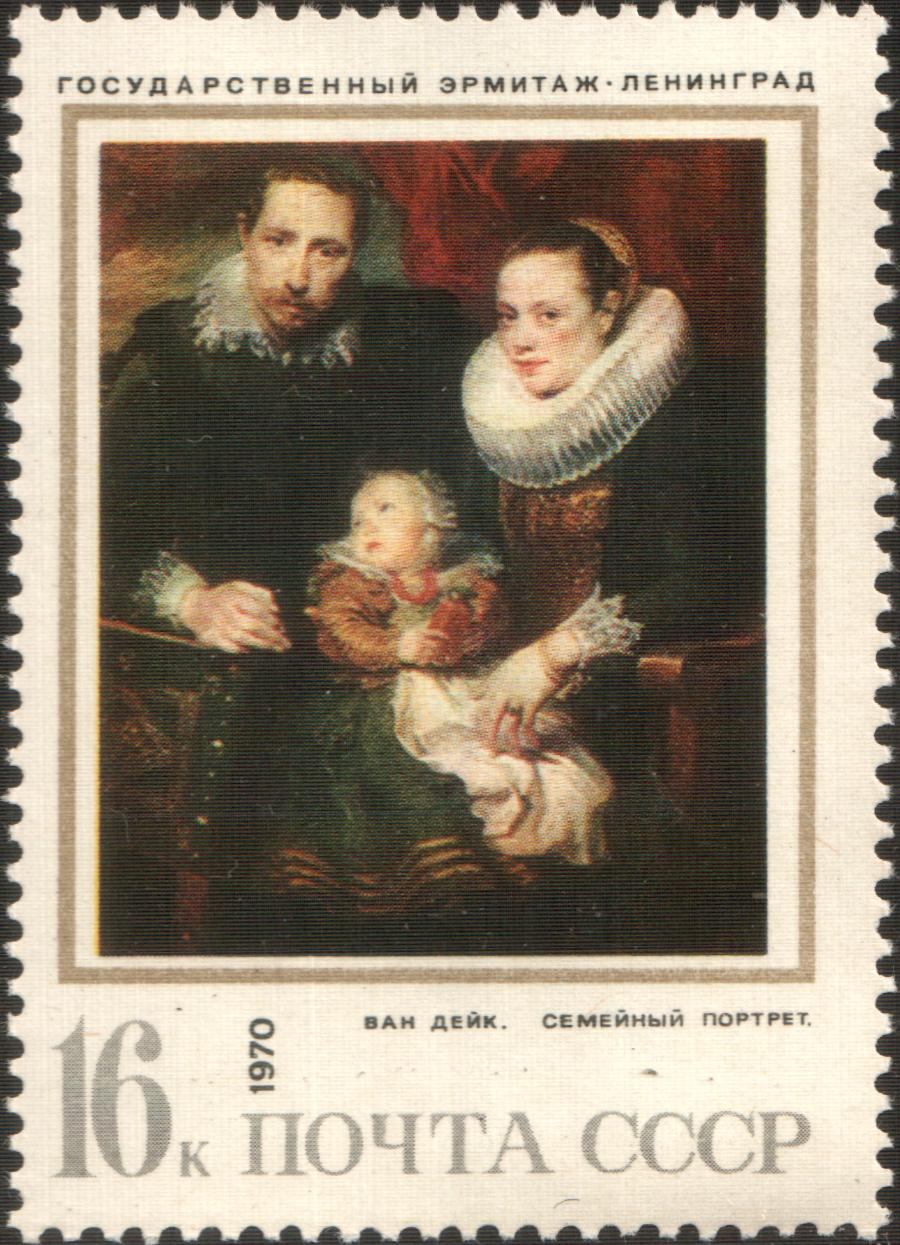
Почтовая марка СССР, 1970 год